# 2024年夏季奥林匹克运动会奖牌得主
2024年夏季奥林匹克运动会于2024年7月26日至8月11日在法国巴黎举行，来自206个国家和地区的10700多名运动员参加本届32个大项中的329小项。本条目列出各项目的奖牌得主。
| 目錄 |
| 1. 射箭 2. 花样游泳 3. 田径 4. 羽毛球 5. 篮球 6. 拳击 7. 霹雳舞 8. 皮划艇 9. 自行车 10. 跳水 11. 马术 12. 击剑 13. 曲棍球 14. 足球 15. 高尔夫 16. 体操 17. 手球 18. 柔道 19. 现代五项 20. 赛艇 21. 七人制橄榄球 22. 帆船 23. 射击 24. 滑板 25. 运动攀岩 26. 冲浪 27. 游泳 28. 乒乓球 29. 跆拳道 30. 网球 31. 铁人三项 32. 排球 33. 水球 34. 举重 35. 摔跤 |

## 射箭
| 項目              | 金牌                                   | 银牌                                                     | 铜牌                                                                     |
| 男子個人 （詳細） | 金優鎮 · 韩国（KOR）                   | 布雷迪·埃利森 · 美国（USA）                              | 李雨錫 · 韩国（KOR）                                                     |
| 男子團體 （詳細） | 韩国（KOR） · 金濟德 · 金優鎮 · 李雨锡 | 法国（FRA） · 巴蒂斯特·阿迪 · 托马·希罗 · 让-夏尔·瓦拉东 | 土耳其（TUR） · 梅特·加佐茲 · 乌拉什·蒂梅尔 · 穆罕默德·耶尔德尔默什      |
| 女子個人 （詳細） | 林是见 · 韩国（KOR）                   | 南秀贤 · 韩国（KOR）                                     | 莉萨·巴伯兰 · 法国（FRA）                                                |
| 女子團體 （詳細） | 韩国（KOR） · 全勋英 · 林是见 · 南秀贤 | 中国（CHN） · 安琦轩 · 李佳蔓 · 杨晓蕾                   | 墨西哥（MEX） · 安赫拉·鲁伊斯 · 亚历杭德拉·瓦伦西亚 · 安娜·葆拉·巴斯克斯 |
| 混合團體 （詳細） | 韩国（KOR） · 金優鎮 · 林是见          | 德国（GER） · 弗洛里安·翁鲁 · 米歇爾·克羅彭              | 美国（USA） · 布雷迪·埃利森 · 凯茜·考夫霍尔德                            |

## 花样游泳
| 项目              | 金牌                                                                            | 银牌 | 铜牌 |
| 女子双人 （詳細） | 中国（CHN） · 王芊懿 · 王柳懿                                                   | 英国（GBR） · 凯特·肖特曼 · 伊莎贝尔·索普                                                                                             | 荷兰（NED） · 布雷赫耶·德布劳沃 · 诺尔切·德布劳沃 |
| 团体 （詳細）     | 中国（CHN） · 常昊 · 冯雨 · 王赐月 · 王柳懿 · 王芊懿 · 向玢璇 · 肖雁宁 · 张雅怡 | 美国（USA） · 阿妮塔·阿尔瓦雷斯 · 热姆·恰尔科夫斯基 · 惠·菲尔德 · 基安娜·亨特 · 奥德丽·权 · 杰克琳·刘 · 丹妮拉·拉米雷斯 · 露比·雷马蒂 | 西班牙（ESP） · 梅丽特克塞尔·费雷 · 玛丽娜·加西亚·波洛 · 莉洛·路易斯·巴莱特 · 梅丽特克塞尔·马斯 · 阿莉萨·奥若吉娜 · 葆拉·拉米雷斯 · 伊丽丝·蒂奥 · 布兰卡·托莱达诺 |

## 田径

### 男子
| 项目                  | 金牌                                                                                            | 金牌              | 银牌                                                                                | 银牌         | 铜牌 | 铜牌            |
| 100米 （詳細）        | 諾亞·萊爾斯 · 美国（USA）                                                                       | 9.79 (.784) PB    | 基尚·湯普森 · 牙买加（JAM）                                                         | 9.79 (.789)  | 弗雷德·克利 · 美国（USA） | 9.81 SB         |
| 200米 （詳細）        | 萊西萊·特博格 · 博茨瓦纳（BOT）                                                                 | 19.46 AR          | 肯尼斯·貝德納雷克 · 美国（USA）                                                     | 19.62        | 諾亞·萊爾斯 · 美国（USA） | 19.70           |
| 400米 （詳細）        | 昆西·霍尔 · 美国（USA）                                                                         | 43.40 PB          | 马修·哈德逊-史密斯 · 英国（GBR）                                                    | 43.44 AR     | 穆扎拉·薩穆孔加 · 赞比亚（ZAM） | 43.74 NR        |
| 800米 （詳細）        | 伊曼纽尔·万约伊 · （KEN）                                                                       | 1:41.19 PB        | 马尔科·阿罗普 · 加拿大（CAN）                                                       | 1:41.20 AR   | 賈邁勒·塞傑提 · 阿尔及利亚（ALG） | 1:41.50         |
| 1500米 （詳細）       | 科爾·霍克 · 美国（USA）                                                                         | 3:27.65 OR、AR    | 約什·克爾 · 英国（GBR）                                                             | 3:27.79 NR   | 亞雷德·努古瑟 · 美国（USA） | 3:27.80 PB      |
| 5000米 （詳細）       | 雅各布·英厄布里格森 · 挪威（NOR）                                                               | 13:13.66 SB       | 罗纳德·奎莫伊 · （KEN）                                                             | 13:15.04     | 格蘭特·費舍爾 · 美国（USA） | 13:15.13        |
| 10000米 （詳細）      | 约书亚·切普特盖 · 乌干达（UGA）                                                                 | 26:43.14 OR       | 贝里胡·阿雷加维 · 埃塞俄比亚（ETH）                                                 | 26:43.44     | 格蘭特·費舍爾 · 美国（USA） | 26:43.46 SB     |
|                       |                                                                                                 |                   |                                                                                     |              | |                 |
| 110米 （詳細）        | 格兰特·霍洛威 · 美国（USA）                                                                     | 12.99             | 丹尼尔·罗伯茨 · 美国（USA）                                                         | 13.09 (.085) | 拉希德·布罗德贝尔 · 牙买加（JAM） | 13.09 (.088) SB |
| 400米 （詳細）        | 莱伊·本杰明 · 美国（USA）                                                                       | 46.46 =SB         | 卡斯滕·瓦霍尔姆 · 挪威（NOR）                                                       | 47.06        | 埃里森·多斯·桑托斯 · 巴西（BRA） | 47.26           |
| 3000米障碍赛 （詳細） | 苏菲恩·巴卡利 · 摩洛哥（MAR）                                                                   | 8:06.05 SB        | 肯尼思·鲁克斯 · 美国（USA）                                                         | 8:06.41 PB   | 亚伯拉罕·基比沃特 · （KEN） | 8:06.47 SB      |
|                       |                                                                                                 |                   |                                                                                     |              | |                 |
| 4×100米接力 （詳細）  | 加拿大（CAN） · 亚伦·布朗 · 約羅姆·布萊克 · 布兰顿·罗德尼 · 安德烈·德格拉塞                     | 37.50 SB          | 南非（RSA） · 巴扬达·瓦拉扎 · 肖恩·马斯万加尼 · 布拉德利·恩科阿纳 · 阿卡尼·西姆拜恩 | 37.57 AR     | 英国（GBR） · 杰里迈亚·阿祖 · 路易·欣奇利夫 · 纳塔尼尔·米切尔-布莱克 · 詹內·休斯 · 理查德·基尔蒂（第一轮）                              | 37.61 SB        |
| 4×400米接力 （詳細）  | 美国（USA） · 克里斯托弗·贝利 · 弗农·诺伍德 · 布萊斯·戴蒙 · 莱伊·本杰明 · 昆西·威尔逊（第一轮） | 2:54.43 OR        | 博茨瓦纳（BOT） · 巴亞波·恩多里 · 布桑·克比纳希皮 · 安东尼·佩塞拉 · 萊西萊·特博格   | 2:54.53 AR   | 英国（GBR） · 亚历克斯·海多克-威尔逊 · 马修·哈德逊-史密斯 · 刘易斯·戴维 · 查利·多布森 · 塞缪尔·里尔登（第一轮） · 托比·哈里斯（第一轮） | 2:55.83 AR      |
|                       |                                                                                                 |                   |                                                                                     |              | |                 |
| 马拉松 （詳細）       | 塔米拉特·托拉 · 埃塞俄比亚（ETH）                                                               | 2:06:26 OR        | 巴希尔·阿卜迪 · 比利时（BEL）                                                       | 2:06:47      | 本森·基普鲁托 · （KEN） | 2:07:00         |
| 20公里竞走 （詳細）   | 布里安·平塔多 · 厄瓜多尔（ECU）                                                                 | 1:18:55           | 卡約·邦芬 · 巴西（BRA）                                                             | 1:19:09      | 阿爾瓦羅·馬丁 · 西班牙（ESP） | 1:19:11         |
|                       |                                                                                                 |                   |                                                                                     |              | |                 |
| 跳高 （詳細）         | 哈米什·克尔 · 新西兰（NZL）                                                                     | 2.36公尺 =AR      | 谢尔比·麦克尤恩 · 美国（USA）                                                       | 2.36公尺 PB  | 穆塔茲·伊薩·巴希姆 · （QAT） | 2.34公尺 SB     |
| 撑竿跳高 （詳細）     | 阿曼德·杜普兰蒂斯 · 瑞典（SWE）                                                                 | 6.25公尺 WR       | 山姆·肯德里克斯 · 美国（USA）                                                       | 5.95公尺     | 埃马努伊尔·卡拉利斯 · 希腊（GRE） | 5.90公尺        |
| 跳远 （詳細）         | 米尔蒂亚季斯·滕托格卢 · 希腊（GRE）                                                             | 8.48公尺          | 韦恩·平诺克 · 牙买加（JAM）                                                         | 8.36公尺     | 马蒂亚·富拉尼 · 意大利（ITA） | 8.34公尺        |
| 三级跳远 （詳細）     | 霍尔丹·迪亚斯 · 西班牙（ESP）                                                                   | 17.86公尺         | 佩德罗·巴勃罗·皮查多 · 葡萄牙（POR）                                                | 17.84公尺    | 安迪·迪亚斯 · 意大利（ITA） | 17.64公尺 SB    |
| 铅球 （詳細）         | 瑞安·克勞澤 · 美国（USA）                                                                       | 22.90公尺 SB      | 喬·科瓦奇 · 美国（USA）                                                             | 22.15公尺    | 拉金德拉·坎贝尔 · 牙买加（JAM） | 22.15公尺       |
| 铁饼 （詳細）         | 罗耶·斯托纳 · 牙买加（JAM）                                                                     | 70.00公尺 OR      | 米科拉斯·阿莱克纳 · 立陶宛（LTU）                                                   | 69.97公尺    | 马修·丹尼 · （AUS） | 69.31公尺       |
| 链球 （詳細）         | 伊桑·卡茨伯格 · 加拿大（CAN）                                                                   | 84.12公尺         | 豪拉斯·本采 · 匈牙利（HUN）                                                         | 79.97公尺    | 米哈伊洛·科汉 · 乌克兰（UKR） | 79.39公尺       |
| 标枪 （詳細）         | 艾爾沙德·納迪姆 · 巴基斯坦（PAK）                                                               | 92.97公尺 OR、 AR | 尼拉吉·秋普拉 · 印度（IND）                                                         | 89.45公尺 SB | 安德森·彼得斯 · 格林纳达（GRN） | 88.54公尺       |
|                       |                                                                                                 |                   |                                                                                     |              | |                 |
| 十项全能 （詳細）     | 马库斯·罗特 · 挪威（NOR）                                                                       | 8796分 NR         | 莱奥·诺伊格鲍尔 · 德国（GER）                                                       | 8748分       | 林登·維克托 · 格林纳达（GRN） | 8711分 SB       |

### 女子
| 项目                  | 金牌 | 金牌         | 银牌 | 银牌         | 铜牌 | 铜牌         |
| 100米 （詳細）        | 朱利恩·艾爾弗雷德 · 圣卢西亚（LCA） | 10.72 NR     | 莎卡莉·理查森 · 美国（USA） | 10.87        | 梅利莎·傑斐遜 · 美国（USA） | 10.92        |
| 200米 （詳細）        | 加布里埃爾·托馬斯 · 美国（USA） | 21.83        | 朱利恩·艾爾弗雷德 · 圣卢西亚（LCA）                                                                                                   | 22.08        | 布里塔妮·布朗 · 美国（USA） | 22.20        |
| 400米 （詳細）        | 瑪麗蕾迪·保利諾 · （DOM） | 48.17 OR     | 萨勒瓦·纳赛尔 · 巴林（BRN） | 48.53 SB     | 娜塔莉亞·卡奇馬雷克 · 波兰（POL） | 48.98        |
| 800米 （詳細）        | 姬莉·霍金森 · 英国（GBR） | 1:56.72      | 齊格·杜古馬 · 埃塞俄比亚（ETH） | 1:57.15 PB   | 瑪麗·莫拉 · （KEN） | 1:57.42      |
| 1500米 （詳細）       | 菲斯·基皮耶贡 · （KEN） | 3:51.29 OR   | 杰茜卡·赫尔 · （AUS） | 3:52.56      | 乔治娅·贝尔 · 英国（GBR） | 3:52.61 NR   |
| 5000米 （詳細）       | 比阿特麗斯·切貝特 · （KEN） | 14:28.56     | 菲斯·基皮耶貢 · （KEN） | 14:29.60 SB  | 西凡·哈桑 · 荷兰（NED） | 14:30.61 SB  |
| 10000米 （詳細）      | 比阿特丽斯·切贝特 · （KEN） | 30:43.25     | 纳迪娅·巴托克莱蒂 · 意大利（ITA） | 30:43.35 NR  | 西凡·哈桑 · 荷兰（NED） | 30:44.12 SB  |
|                       | |              | |              | |              |
| 100米 （詳細）        | 玛赛·拉塞尔 · 美国（USA） | 12.33        | 西雷娜·桑巴-马耶拉 · 法国（FRA） | 12.34        | 賈絲明·卡馬喬-奎恩 · 波多黎各（PUR） | 12.36        |
| 400米 （詳細）        | 悉妮·麥克勞克林 · 美国（USA） | 50.37 WR     | 安娜·科克雷爾 · 美国（USA） | 51.87 PB     | 費姆克·博爾 · 荷兰（NED） | 52.15        |
| 3000米障碍赛 （詳細） | 温弗雷德·亞維 · 巴林（BRN） | 8:52.76OR    | 佩露絲·切穆泰 · 乌干达（UGA） | 8:53.34 NR   | 費絲·切羅蒂奇 · （KEN） | 8:55.15 PB   |
|                       | |              | |              | |              |
| 4×100米接力 （詳細）  | 美国（USA） · 梅利莎·杰斐逊 · 特瓦尼莎·特里 · 加布里埃爾·托馬斯 · 莎卡莉·理查森                                                                                    | 41.78 SB     | 英国（GBR） · 迪娜·阿舍-史密斯 · 伊曼妮-拉拉·蘭斯科特 · 埃米·亨特 · 达里尔·内塔 · 比安卡·威廉斯（第一轮） · 迪西瑞·亨利（第一轮）     | 41.85        | 德国（GER） · 亞歷山德拉·布格哈特 · 莉萨·迈尔 · 吉娜·吕肯肯佩尔 · 丽贝卡·哈泽 · 索菲娅·容克（第一轮）                                                                        | 41.97 SB     |
| 4×400米接力 （詳細）  | 美国（USA） · 沙米尔·利特 · 悉妮·麦克劳克林-莱弗隆 · 加布里埃爾·托馬斯 · 亚历克西丝·霍姆斯 · 夸内拉·海斯（第一轮） · 阿莉娅·巴特勒（第一轮） · 凯琳·布朗（第一轮） | 3:15.27 AR   | 荷兰（NED） · 莉克·克拉弗 · 卡特莱因·佩特斯 · 利桑娜·德维特 · 費姆克·博爾 · 埃夫利娜·萨尔贝赫（第一轮） · 米尔特·范德斯霍特（第一轮） | 3:19.50 NR   | 英国（GBR） · 维多利亚·奥胡鲁古 · 拉维埃·尼尔森 · 妮科尔·耶尔金 · 安伯·安宁 · 耶米·玛丽·约翰（第一轮） · 汉娜·凯利（第一轮） · 乔迪·威廉斯（第一轮） · 莉娜·尼尔森（第一轮） | 3:19.72 NR   |
|                       | |              | |              | |              |
| 马拉松 （詳細）       | 西凡·哈桑 · 荷兰（NED） | 2:22:55 OR   | 提格斯特·阿塞法 · 埃塞俄比亚（ETH）                                                                                                   | 2:22:58      | 海伦·奥桑多·奥比里 · （KEN） | 2:23:10 PB   |
| 20公里竞走 （詳細）   | 楊家玉 · 中国（CHN） | 1:25:54      | 玛丽亚·佩雷斯 · 西班牙（ESP） | 1:26:19      | 傑邁瑪·蒙塔格 · （AUS） | 1:26:25 AR   |
|                       | |              | |              | |              |
| 跳高 （詳細）         | 雅罗斯拉娃·马胡奇赫 · 乌克兰（UKR） | 2.00公尺     | 尼古拉·奧利斯拉格斯 · （AUS） | 2.00公尺     | 埃莉诺·帕特森 · （AUS） | 1.95公尺 =SB |
| 跳高 （詳細）         | 雅罗斯拉娃·马胡奇赫 · 乌克兰（UKR） | 2.00公尺     | 尼古拉·奧利斯拉格斯 · （AUS） | 2.00公尺     | 伊琳娜·格拉先科 · 乌克兰（UKR） | 1.95公尺 =SB |
| 撑竿跳高 （詳細）     | 尼娜·肯尼迪 · （AUS） | 4.90公尺 SB  | 凱蒂·穆恩 · 美国（USA） | 4.85公尺 =SB | 阿莉莎·纽曼 · 加拿大（CAN） | 4.85公尺 NR  |
| 跳远 （詳細）         | 塔拉·戴維斯-伍德霍爾 · 美国（USA） | 7.10公尺     | 瑪萊卡·米哈姆博 · 德国（GER） | 6.98公尺     | 贾丝明·穆尔 · 美国（USA） | 6.96公尺     |
| 三级跳远 （詳細）     | 西婭·拉豐 · 多米尼克（DMA） | 15.02公尺 NR | 莎妮埃卡·里基茨 · 牙买加（JAM） | 14.87公尺 SB | 贾丝明·穆尔 · 美国（USA） | 14.67公尺 SB |
| 铅球 （詳細）         | 耶米西·奥贡莱耶 · 德国（GER） | 20.00公尺    | 麦迪逊-李·韦舍 · 新西兰（NZL） | 19.86公尺 PB | 宋佳媛 · 中国（CHN） | 19.32公尺    |
| 铁饼 （詳細）         | 瓦萊麗·奧爾曼 · 美国（USA） | 69.50公尺    | 馮彬 · 中国（CHN） | 67.51公尺    | 桑德拉·埃尔卡塞维奇 · 克罗地亚（CRO） | 67.51公尺 SB |
| 链球 （詳細）         | 卡姆琳·羅傑斯 · 加拿大（CAN） | 76.97公尺    | 安妮特·埃奇昆沃克 · 美国（USA） | 75.48公尺    | 赵杰 · 中国（CHN） | 74.27公尺    |
| 标枪 （詳細）         | 北口榛花 · 日本（JPN） | 65.80公尺 SB | 乔-安妮·范戴克 · 南非（RSA） | 63.93公尺    | 妮古拉·奥格罗德尼科娃 · 捷克（CZE） | 63.68公尺 SB |
|                       | |              | |              | |              |
| 七项全能 （詳細）     | 纳菲萨图·蒂亚姆 · 比利时（BEL） | 6880分       | 卡特琳娜·约翰逊-汤普森 · 英国（GBR）                                                                                                  | 6844分       | 努尔·菲德茨 · 比利时（BEL） | 6707分       |

### 混合
| 项目                    | 金牌 | 金牌       | 银牌                                                              | 银牌    | 铜牌 | 铜牌       |
| 4×400米接力 （詳細）    | 荷兰（NED） · 尤金·奥马拉 · 莉克·克拉弗 · 伊萨亚·克莱因·伊金克 · 費姆克·博爾 · 卡特莱因·佩特斯（第一轮） | 3:07.43 AR | 美国（USA） · 弗农·诺伍德 · 沙米尔·利特 · 布萊斯·戴蒙 · 凯琳·布朗 | 3:07.74 | 英国（GBR） · 塞缪尔·里尔登 · 拉维埃·尼尔森 · 亚历克斯·海多克-威尔逊 · 安伯·安宁 · 妮科尔·耶尔金（第一轮） | 3:08.01 NR |
| 马拉松竞走接力 （詳細） | 西班牙（ESP） · 阿爾瓦羅·馬丁 · 玛丽亚·佩雷斯                                                            | 2:50:31    | 厄瓜多尔（ECU） · 布里安·平塔多 · 格伦达·莫雷洪                   | 2:51:22 | （AUS） · 里迪安·考利 · 傑邁瑪·蒙塔格                                                                      | 2:51:38    |

## 羽毛球
| 項目              | 金牌                            | 银牌                          | 铜牌                                         |
| 男子單打 （詳細） | 安賽龍 · 丹麦（DEN）            | 昆拉武特·威提讪 · 泰国（THA） | 李梓嘉 · 马来西亚（MAS）                     |
| 女子單打 （詳細） | 安洗瑩 · 韩国（KOR）            | 何冰嬌 · 中国（CHN）          | 格蕾戈丽亚·玛丽斯卡·东宗 · 印度尼西亚（INA） |
| 男子雙打 （詳細） | 中华台北（TPE） · 李洋 · 王齐麟 | 中国（CHN） · 梁伟铿 · 王昶   | 马来西亚（MAS） · 谢定峰 · 苏伟译            |
| 女子雙打 （詳細） | 中国（CHN） · 陈清晨 · 贾一凡   | 中国（CHN） · 刘圣书 · 谭宁   | 日本（JPN） · 松山奈未 · 志田千阳            |
| 混合雙打 （詳細） | 中国（CHN） · 郑思维 · 黄雅琼   | 韩国（KOR） · 金元昊 · 郑娜银 | 日本（JPN） · 渡边勇大 · 东野有纱            |

## 篮球
| 項目             | 金牌 | 银牌 | 铜牌 |  |  |  |
| 男子 （詳細）    | 美国（USA） · 巴姆·阿德巴約 · 德文·布克 · 史蒂芬·柯瑞 · 安東尼·戴維斯 · 凱文·杜蘭特 · 安東尼·愛德華茲 · 喬爾·恩比德 · 泰里斯·哈利伯頓 · 朱·哈勒戴 · 勒布朗·詹姆士 · 傑森·塔圖姆 · 德瑞克·懷特             | 法国（FRA） · 安德鲁·阿尔比西 · 尼古拉·巴頓 · 伊萨亚·科尔迪尼耶 · 比拉爾·庫利貝瑞 · 南多·德科洛 · 埃萬·富尼耶 · 魯迪·戈貝爾 · 马蒂亚斯·莱索尔 · 法蘭克·尼利基納 · 马修·斯特拉泽尔 · 維克托·文班亞馬 · 蓋爾雄·亞布塞萊 | 塞尔维亚（SRB） · 阿列克萨·阿夫拉莫维奇 · 波格丹·波格丹諾維奇 · 德扬·达维多瓦茨 · 奥格年·多布里奇 · 马尔科·古杜里奇 · 尼古拉·約基奇 · 尼古拉·约维奇 · 瓦尼亚·马林科维奇 · 瓦西里耶·米齐奇 · 尼古拉·米卢蒂诺夫 · 菲利普·彼得鲁舍夫 · 乌罗什·普拉夫希奇 |  |  |  |
| 女子 （詳細）    | 美国（USA） · 纳菲莎·科利尔 · 卡利娅·科珀 · 切尔茜·格雷 · 布里特妮·格里纳 · 萨布丽娜·约内斯库 · 朱厄尔·劳埃德 · 凯尔茜·普拉姆 · 布里安娜·斯图尔特 · 阿莉莎·托马斯 · 黛安娜·陶乐西 · 阿贾·威尔逊 · 杰姬·扬 | 法国（FRA） · 瓦莱丽安·武科萨夫列维奇 · 玛丽梅·巴迪亚内 · 罗马娜·贝尔尼 · 亚历克西娅·谢里 · 马琳·福图 · 马琳·若阿内斯 · 勒伊拉·拉康 · 多米妮克·马隆加 · 萨拉·米歇尔 · 伊利亚娜·吕佩尔 · 雅内勒·萨隆 · 加比·威廉斯     | （AUS） · 埃米·阿特韦尔 · 伊索贝尔·博莱斯 · 凯拉·乔治 · 劳伦·杰克逊 · 特丝·马德根 · 埃齐·马格贝戈 · 杰德·墨尔本 · 阿兰娜·史密斯 · 斯蒂芬妮·塔尔博特 · 玛丽安娜·托洛 · 克丽丝蒂·华莱士 · 萨米·惠特科姆                                                 |  |  |  |
|                  | | | |  |  |  |
| 男子3×3 （詳細） | 荷兰（NED） · 扬·德里森 · 迪梅奥·范德霍斯特 · 阿尔文·斯拉赫特 · 沃尔蒂·德容 | 法国（FRA） · 卢卡·迪苏利耶 · 蒂莫泰·韦吉亚 · 朱尔·朗博 · 弗兰克·塞格拉 | 立陶宛（LTU） · 沙鲁纳斯·温格利斯 · 金陶塔斯·马图利斯 · 奥雷利尤斯·普克利斯 · 埃瓦尔达斯·济奥吉斯 |  |  |  |
| 女子3×3 （詳細） | 德国（GER） · 玛丽·赖歇特 · 埃莉萨·梅维乌斯 · 索尼娅·格赖纳赫 · 斯文娅·布伦克霍斯特 | 西班牙（ESP） · 维加·希梅诺 · 桑德拉·伊格拉维德 · 胡安娜·卡米利翁 · 格拉西亚·阿隆索·德阿米尼奥 | 美国（USA） · 迪亚丽卡·汉比 · 谢拉·伯迪克 · 黑莉·范利特 · 赖恩·霍华德 |  |  |  |

## 拳击

### 男子
| 项目                              | 金牌                                | 银牌                               | 铜牌                                    |
| 蝇量级（51公斤级） （詳細）       | 哈桑博伊·杜斯马托夫 · （UZB）       | 比拉爾·班納馬 · 法国（FRA）        | 朱尼爾·阿爾坎塔拉 · （DOM）             |
| 蝇量级（51公斤级） （詳細）       | 哈桑博伊·杜斯马托夫 · （UZB）       | 比拉爾·班納馬 · 法国（FRA）        | 丹尼爾·巴雷拉·德皮納 · 佛得角（CPV）    |
| 羽量级（57公斤级） （詳細）       | 阿卜杜马利克·哈洛科夫 · （UZB）     | 穆納別克·塞伊特別克·武魯 · （KGZ） | 查利·西尼尔 · （AUS）                   |
| 羽量级（57公斤级） （詳細）       | 阿卜杜马利克·哈洛科夫 · （UZB）     | 穆納別克·塞伊特別克·武魯 · （KGZ） | 哈维尔·伊瓦涅斯 · 保加利亚（BUL）       |
| 轻次中量级（63.5公斤级） （詳細） | 埃里斯兰迪·阿尔瓦雷斯 · 古巴（CUB） | 索菲安尼·烏米亞 · 法国（FRA）      | 怀亚特·桑福德 · 加拿大（CAN）           |
| 轻次中量级（63.5公斤级） （詳細） | 埃里斯兰迪·阿尔瓦雷斯 · 古巴（CUB） | 索菲安尼·烏米亞 · 法国（FRA）      | 拉沙·古鲁利 · （GEO）                   |
| 轻中量级（71公斤级） （詳細）     | 阿薩德庫亞·邁丁庫耶夫 · （UZB）     | 马尔科·贝尔德 · 墨西哥（MEX）      | 奧瑪里·瓊斯 · 美国（USA）               |
| 轻中量级（71公斤级） （詳細）     | 阿薩德庫亞·邁丁庫耶夫 · （UZB）     | 马尔科·贝尔德 · 墨西哥（MEX）      | 刘易斯·理查森 · 英国（GBR）             |
| 轻重量级（80公斤级） （詳細）     | 亞歷山大·希日尼亞克 · 乌克兰（UKR） | 紐別克·奧拉爾拜 · （KAZ）          | 克里斯蒂安·皮納列斯 · （DOM）           |
| 轻重量级（80公斤级） （詳細）     | 亞歷山大·希日尼亞克 · 乌克兰（UKR） | 紐別克·奧拉爾拜 · （KAZ）          | 阿伦·洛佩斯 · 古巴（CUB）               |
| 重量级（92公斤级） （詳細）       | 拉齊茲別克·穆洛約諾夫 · （UZB）     | 洛伦·阿方索 · 阿塞拜疆（AZE）      | 恩曼努埃尔·雷耶斯 · 西班牙（ESP）       |
| 重量级（92公斤级） （詳細）       | 拉齊茲別克·穆洛約諾夫 · （UZB）     | 洛伦·阿方索 · 阿塞拜疆（AZE）      | 达夫拉特·博尔塔耶夫 · （TJK）           |
| 超重量级（92公斤以上级） （詳細） | 巴霍季尔·贾洛洛夫 · （UZB）         | 阿尤布·加德法 · 西班牙（ESP）      | 内尔维·蒂亚法克 · 德国（GER）           |
| 超重量级（92公斤以上级） （詳細） | 巴霍季尔·贾洛洛夫 · （UZB）         | 阿尤布·加德法 · 西班牙（ESP）      | 賈米利-迪尼·阿布杜·莫因茲 · 法国（FRA） |

### 女子
| 项目                          | 金牌                            | 银牌                                 | 铜牌                            |
| 轻蝇量级（50公斤级） （詳細） | 吴愉 · 中国（CHN）              | 布塞·纳兹·恰克尔奥卢 · 土耳其（TUR） | 納濟姆·基扎伊巴伊 · （KAZ）     |
| 轻蝇量级（50公斤级） （詳細） | 吴愉 · 中国（CHN）              | 布塞·纳兹·恰克尔奥卢 · 土耳其（TUR） | 艾拉·比列加斯 · 菲律宾（PHI）   |
| 雏量级（54公斤级） （詳細）   | 常園 · 中国（CHN）              | 哈蒂杰·阿克巴什 · 土耳其（TUR）      | 方哲美 · 朝鲜（PRK）            |
| 雏量级（54公斤级） （詳細）   | 常園 · 中国（CHN）              | 哈蒂杰·阿克巴什 · 土耳其（TUR）      | 林愛智 · 韩国（KOR）            |
| 羽量级（57公斤级） （詳細）   | 林郁婷 · 中华台北（TPE）        | 茱莉亞·塞琳梅塔 · 波兰（POL）        | 埃斯拉·耶爾德茲 · 土耳其（TUR） |
| 羽量级（57公斤级） （詳細）   | 林郁婷 · 中华台北（TPE）        | 茱莉亞·塞琳梅塔 · 波兰（POL）        | 内茜·佩特西奥 · 菲律宾（PHI）   |
| 轻量级（60公斤级） （詳細）   | 凱莉·哈林頓 · 爱尔兰（IRL）     | 楊文璐 · 中国（CHN）                 | 吳詩儀 · 中华台北（TPE）        |
| 轻量级（60公斤级） （詳細）   | 凱莉·哈林頓 · 爱尔兰（IRL）     | 楊文璐 · 中国（CHN）                 | 比阿特麗斯·費雷拉 · 巴西（BRA） |
| 次中量级（66公斤级） （詳細） | 伊曼·哈利夫 · 阿尔及利亚（ALG） | 杨柳 · 中国（CHN）                   | 陳念琴 · 中华台北（TPE）        |
| 次中量级（66公斤级） （詳細） | 伊曼·哈利夫 · 阿尔及利亚（ALG） | 杨柳 · 中国（CHN）                   | 占曾·素万那彭 · 泰国（THA）     |
| 中量级（75公斤级） （詳細）   | 李倩 · 中国（CHN）              | 雅典伊娜·貝隆 · 巴拿马（PAN）        | 凱特琳·帕克 · （AUS）           |
| 中量级（75公斤级） （詳細）   | 李倩 · 中国（CHN）              | 雅典伊娜·貝隆 · 巴拿马（PAN）        | 辛迪·恩甘巴 · 难民（EOR）       |

## 霹雳舞
| 项目                  | 金牌                                     | 银牌                                       | 铜牌                                    |
| 男子个人（） （詳細） | 菲利普·金（Phil Wizard） · 加拿大（CAN） | 达尼斯·西维尔（Dany Dann） · 法国（FRA）   | 維克多·蒙塔爾沃（Victor） · 美国（USA） |
| 女子个人（） （詳細） | 湯淺亞實（Ami） · 日本（JPN）            | 多米妮卡·巴内维奇（Nicka） · 立陶宛（LTU） | 劉清漪（671） · 中国（CHN）             |

## 皮划艇

### 激流
| 項目          | 金牌                            | 银牌                              | 铜牌                          |
| 男子 （詳細） | 尼古拉·热斯坦 · 法国（FRA）     | 亚当·伯吉斯 · 英国（GBR）         | 马泰·贝纽什 · 斯洛伐克（SVK） |
| 男子 （詳細） | 乔瓦尼·德真纳罗 · 意大利（ITA） | 蒂图昂·卡斯特里克 · 法国（FRA）   | 保·埃查尼斯 · 西班牙（ESP）   |
| 男子 （詳細） | 芬恩·布彻 · 新西兰（NZL）       | 乔·克拉克 · 英国（GBR）           | 诺亚·黑格 · 德国（GER）       |
| 女子 （詳細） | 杰茜卡·福克斯 · （AUS）         | 埃莱娜·利利克 · 德国（GER）       | 埃维·莱布法特 · 美国（USA）   |
| 女子 （詳細） | 杰茜卡·福克斯 · （AUS）         | 克劳迪娅·兹沃林斯卡 · 波兰（POL） | 金伯莉·伍兹 · 英国（GBR）     |
| 女子 （詳細） | 诺埃米·福克斯 · （AUS）         | 安热勒·于格 · 法国（FRA）         | 金伯莉·伍兹 · 英国（GBR）     |

### 競速

#### 男子
| 項目              | 金牌                                                                            | 金牌    | 银牌                                                                              | 银牌    | 铜牌                                                                                    | 铜牌    |
| 1000公尺 （詳細） | 马丁·富克萨 · 捷克（CZE）                                                       | 3:43.16 | 伊萨基亚斯·凯罗斯 · 巴西（BRA）                                                   | 3:44.33 | 谢尔盖·塔尔诺夫斯基 · 摩尔多瓦（MDA）                                                   | 3:44.68 |
| 500公尺 （詳細）  | 中国（CHN） · 刘浩 · 季博文                                                     | 1:39.48 | 意大利（ITA） · 加布里埃莱·卡萨代伊 · 卡洛·塔基尼                                 | 1:41.08 | 西班牙（ESP） · 霍安·安东尼·莫雷诺 · 迭戈·多明格斯                                      | 1:41.18 |
| 1000公尺 （詳細） | 约瑟夫·多斯塔尔 · 捷克（CZE）                                                   | 3:24.07 | 沃尔高·亚当 · 匈牙利（HUN）                                                       | 3:24.76 | 科保斯·巴林特 · 匈牙利（HUN）                                                           | 3:25.68 |
| 500公尺 （詳細）  | 德国（GER） · 雅各布·朔普夫 · 马克斯·莱姆克                                     | 1:26.87 | 匈牙利（HUN） · 纳道什·本采 · 托特考·尚多尔                                       | 1:27.15 | （AUS） · 让·范德韦斯特赫伊曾 · 托马斯·格林                                             | 1:27.29 |
| 500公尺 （詳細）  | 德国（GER） · 马克斯·伦德施密特 · 马克斯·莱姆克 · 雅各布·朔普夫 · 汤姆·利布舍尔 | 1:19.80 | （AUS） · 赖利·菲茨西蒙斯 · 皮埃尔·范德韦斯特赫伊曾 · 杰克逊·科林斯 · 诺亚·哈弗德 | 1:19.84 | 西班牙（ESP） · 萨乌尔·克拉维奥托 · 卡洛斯·阿雷瓦洛 · 马库斯·瓦尔茨 · 罗德里戈·赫尔马德 | 1:20.05 |

#### 女子
| 項目             | 金牌                                                                        | 金牌       | 银牌                                                                    | 银牌    | 铜牌                                                                              | 铜牌    |
| 200公尺 （詳細） | 凯蒂·文森特 · 加拿大（CAN）                                                 | 44.12 WB   | 内文·哈里森 · 美国（USA）                                               | 44.13   | 亚里斯莱迪丝·西里洛 · 古巴（CUB）                                                 | 44.36   |
| 500公尺 （詳細） | 中国（CHN） · 徐诗晓 · 孙梦雅                                               | 1:52.81    | 乌克兰（UKR） · 柳德米拉·卢赞 · 阿纳斯塔西娅·雷巴乔克                   | 1:54.30 | 加拿大（CAN） · 斯隆·麦肯齐 · 凯蒂·文森特                                         | 1:54.36 |
| 500公尺 （詳細） | 丽莎·卡林顿 · 新西兰（NZL）                                                 | 1:47.36 OB | 奇派什·陶马劳 · 匈牙利（HUN）                                           | 1:48.44 | 埃玛·约恩森 · 丹麦（DEN）                                                         | 1:49.76 |
| 500公尺 （詳細） | 新西兰（NZL） · 丽莎·卡林顿 · 艾丽西亚·霍斯金                               | 1:37.28    | 匈牙利（HUN） · 奇派什·陶马劳 · 高若·阿莉达·多劳                        | 1:39.39 | 德国（GER） · 保利娜·帕谢克 · 尤勒·哈克 匈牙利（HUN） · 普普·诺埃米 · 福伊特·沙劳 | 1:39.46 |
| 500公尺 （詳細） | 新西兰（NZL） · 丽莎·卡林顿 · 艾丽西亚·霍斯金 · 奥利维娅·布雷特 · 塔拉·沃恩 | 1:32.20    | 德国（GER） · 保利娜·帕谢克 · 尤勒·哈克 · 保利娜·雅格施 · 萨拉·布吕斯勒 | 1:32.62 | 匈牙利（HUN） · 普普·诺埃米 · 福伊特·沙劳 · 奇派什·陶马劳 · 高若·阿莉达·多劳      | 1:32.93 |

## 自行车

### 公路自行車
| 項目                    | 金牌                              | 银牌                        | 铜牌                            |
| 男子公路賽 （詳細）     | 雷姆科·埃费内普尔 · 比利时（BEL） | 瓦朗坦·马杜阿 · 法国（FRA） | 克里斯托夫·拉波特 · 法国（FRA） |
| 男子個人計時賽 （詳細） | 雷姆科·埃费内普尔 · 比利时（BEL） | 菲利波·甘纳 · 意大利（ITA） | 沃特·范阿爾特 · 比利时（BEL）   |
| 女子公路賽 （詳細）     | 克丽丝滕·福克纳 · 美国（USA）     | 玛丽安娜·沃斯 · 荷兰（NED） | 蘿特·柯派奇 · 比利时（BEL）     |
| 女子個人計時賽 （詳細） | 格雷丝·布朗 · （AUS）             | 安娜·亨德森 · 英国（GBR）   | 克洛埃·戴格特 · 美国（USA）     |

### 場地自行車

#### 男子
| 項目                | 金牌                                                                    | 银牌                                                                              | 铜牌                                                                        |
| 团体竞速赛 （詳細） | 荷兰（NED） · 罗伊·范登贝尔赫 · 哈里·拉夫赖森 · 杰弗里·霍赫兰德         | 英国（GBR） · 埃德·洛 · 哈米什·特恩布尔 · 杰克·卡林                               | （AUS） · 利·霍夫曼 · 马修·理查德森 · 马修·格莱策                           |
| 个人竞速赛 （詳細） | 哈里·拉夫赖森 · 荷兰（NED）                                             | 马修·理查德森 · （AUS）                                                           | 杰克·卡林 · 英国（GBR）                                                     |
| 竞轮赛 （詳細）     | 哈里·拉夫赖森 · 荷兰（NED）                                             | 马修·理查德森 · （AUS）                                                           | 马修·格莱策 · （AUS）                                                       |
| 团体追逐赛 （詳細） | （AUS） · 奥利弗·布莱丁 · 山姆·韦尔斯福德 · 康纳·莱希 · 凯兰德·奥布莱恩 | 英国（GBR） · 伊桑·海特 · 丹尼尔·比格姆 · 查理·坦菲尔德 · 伊桑·弗农 · 奥利弗·伍德 | 意大利（ITA） · 西莫内·孔松尼 · 菲利波·甘纳 · 弗朗西斯科·拉蒙 · 喬納森·米蘭 |
| 麦迪逊赛 （詳細）   | 葡萄牙（POR） · 尤里·莱唐 · 鲁伊·奥利韦拉                               | 意大利（ITA） · 西莫内·孔松尼 · 埃利亚·维维安尼                                   | 丹麦（DEN） · 尼克拉斯·拉森 · 米凱爾·默爾克夫                               |
| 全能賽 （詳細）     | 邦雅曼·托马 · 法国（FRA）                                               | 尤里·莱唐 · 葡萄牙（POR）                                                         | 法比奥·范登博斯赫 · 比利时（BEL）                                           |

#### 女子
| 項目                | 金牌                                                                          | 银牌                                                                          | 铜牌                                                                |
| 团体竞速赛 （詳細） | 英国（GBR） · 凱蒂·馬錢特 · 索菲·凯普韦尔 · 埃玛·菲纽肯                       | 新西兰（NZL） · 丽贝卡·佩奇 · 莎娜·富尔顿 · 艾麗絲·安德魯斯                   | 德国（GER） · 宝琳·格拉博施 · 艾玛·欣策 · 莉娅·弗里德里希           |
| 个人竞速赛 （詳細） | 艾麗絲·安德魯斯 · 新西兰（NZL）                                               | 莉娅·弗里德里希 · 德国（GER）                                                 | 埃玛·菲纽肯 · 英国（GBR）                                           |
| 竞轮赛 （詳細）     | 艾麗絲·安德魯斯 · 新西兰（NZL）                                               | 赫蒂·范德沃 · 荷兰（NED）                                                     | 埃玛·菲纽肯 · 英国（GBR）                                           |
| 团体追逐赛 （詳細） | 美国（USA） · 珍妮弗·瓦伦特 · 莉莉·威廉姆斯 · 克洛埃·戴格特 · 克丽丝滕·福克纳 | 新西兰（NZL） · 艾丽·沃拉斯顿 · 布莱奥妮·博塔 · 埃米莉·希尔曼 · 妮科尔·希尔兹 | 英国（GBR） · 埃莉诺·巴克 · 喬西·奈特 · 安娜·莫里斯 · 杰茜卡·罗伯茨 |
| 麦迪逊赛 （詳細）   | 意大利（ITA） · 基娅拉·孔松尼 · 维多利亚·瓜齐尼                               | 英国（GBR） · 埃莉诺·巴克 · 妮亞·埃文斯                                       | 荷兰（NED） · 迈克·范德迪因 · 莉萨·范贝莱                           |
| 全能賽 （詳細）     | 珍妮弗·瓦伦特 · 美国（USA）                                                   | 达里娅·皮库利克 · 波兰（POL）                                                 | 艾丽·沃拉斯顿 · 新西兰（NZL）                                       |

### 山地自行車
| 項目                | 金牌                             | 银牌                          | 铜牌                          |
| 男子越野賽 （詳細） | 汤姆·皮德科克 · 英国（GBR）      | 维克托·科雷茨基 · 法国（FRA） | 艾伦·哈特利 · 南非（RSA）     |
| 女子越野賽 （詳細） | 波利娜·费朗-普雷沃 · 法国（FRA） | 黑莉·巴滕 · 美国（USA）       | 燕妮·里斯韦德斯 · 瑞典（SWE） |

### 小輪車
| 項目                | 金牌                        | 银牌                          | 铜牌                        |
| 男子競速賽 （詳細） | 约里斯·都德 · 法国（FRA）   | 西尔万·安德烈 · 法国（FRA）   | 罗曼·马耶 · 法国（FRA）     |
| 男子自由式 （詳細） | 何塞·托雷斯 · 阿根廷（ARG） | 基兰·赖利 · 英国（GBR）       | 安东尼·让让 · 法国（FRA）   |
| 女子競速賽 （詳細） | 榊原爽 · （AUS）            | 玛农·芬斯特拉 · 荷兰（NED）   | 佐埃·克莱桑斯 · 瑞士（SUI） |
| 女子自由式 （詳細） | 鄧雅文 · 中国（CHN）        | 佩里斯·贝内加斯 · 美国（USA） | 纳塔利娅·迪姆 · （AUS）     |

## 跳水

### 男子
| 项目                    | 金牌                          | 金牌   | 银牌                                            | 银牌   | 铜牌                                           | 铜牌   |
| 3公尺跳板 （詳細）      | 谢思埸 · 中国（CHN）          | 543.60 | 王宗源 · 中国（CHN）                            | 530.20 | 奥斯马尔·奥尔韦拉 · 墨西哥（MEX）              | 500.40 |
| 10公尺跳台 （詳細）     | 曹緣 · 中国（CHN）            | 547.50 | 玉井陸斗 · 日本（JPN）                          | 507.65 | 諾亞·威廉斯 · 英国（GBR）                      | 497.35 |
| 双人3公尺跳板 （詳細）  | 中国（CHN） · 王宗源 · 龙道一 | 446.10 | 墨西哥（MEX） · 奥斯马尔·奥尔韦拉 · 胡安·塞拉亚 | 444.03 | 英国（GBR） · 安东尼·哈丁 · 杰克·劳尔          | 438.15 |
| 双人10公尺跳台 （詳細） | 中国（CHN） · 练俊杰 · 杨昊   | 490.35 | 英国（GBR） · 湯姆·戴利 · 諾亞·威廉斯           | 463.44 | 加拿大（CAN） · 赖兰·威恩斯 · 内森·容博尔-默里 | 422.13 |

### 女子
| 项目                    | 金牌                          | 金牌   | 银牌                                  | 银牌   | 铜牌                                                     | 铜牌   |
| 3公尺跳板 （詳細）      | 陳藝文 · 中国（CHN）          | 376.00 | 麥迪遜·基尼 · （AUS）                 | 343.10 | 昌雅妮 · 中国（CHN）                                     | 318.75 |
| 10公尺跳台 （詳細）     | 全红婵 · 中国（CHN）          | 425.60 | 陈芋汐 · 中国（CHN）                  | 420.70 | 金美莱 · 朝鲜（PRK）                                     | 372.10 |
| 双人3公尺跳板 （詳細）  | 中国（CHN） · 昌雅妮 · 陈艺文 | 337.68 | 美国（USA） · 萨拉·培根 · 卡西迪·库克 | 314.64 | 英国（GBR） · 亚丝明·哈珀 · 斯卡莉特·缪·詹森             | 302.28 |
| 双人10公尺跳台 （詳細） | 中国（CHN） · 陈芋汐 · 全红婵 | 359.10 | 朝鲜（PRK） · 金美萊 · 赵真美         | 315.90 | 英国（GBR） · 安德烈娅·斯彭多利尼-西里埃 · 洛伊丝·图尔森 | 304.38 |

## 马术
| 項目                    | 金牌 | 银牌 | 铜牌 |  |  |  |
| 个人盛装舞步赛 （詳細） | 耶茜卡·冯·布雷多-韦恩德尔 / TSF Dalera BB · 德国（GER）                                                               | 伊莎贝尔·韦特 / Wendy · 德国（GER）                                                                                  | 夏洛特·弗赖伊 / Glamourdale · 英国（GBR）                                                                                |  |  |  |
| 团体盛装舞步赛 （詳細） | 德国（GER） · 弗雷德里克·万德雷斯 / Bluetooth Old · 伊莎贝尔·韦特 / Wendy · 耶茜卡·冯·布雷多-韦恩德尔 / TSF Dalera BB | 丹麦（DEN） · 丹尼尔·巴赫曼·安诺生 / Vayron · 南娜·梅拉尔德·拉斯穆森 / Zepter · 卡特琳·劳德鲁普-杜福尔 / Freestyle   | 英国（GBR） · 贝姬·穆迪 / Jagerbomb · 卡尔·赫斯特 / Fame · 夏洛特·弗赖伊 / Glamourdale                                   |  |  |  |
|                         | | | |  |  |  |
| 个人三项赛 （詳細）     | 米夏埃尔·容 / Chipmunk Frh · 德国（GER）                                                                              | 克里斯·伯顿 / Shadow Man · （AUS）                                                                                   | 劳拉·科利特 / London 52 · 英国（GBR）                                                                                    |  |  |  |
| 团体三项赛 （詳細）     | 英国（GBR） · 罗莎琳德·坎特 / Lordships Graffalo · 汤姆·麦克尤恩 / JD Dublin · 劳拉·科利特 / London 52                | 法国（FRA） · 尼古拉·图赞 / Diabolo Menthe · 卡里姆·拉古阿格 / Triton Fontaine · 斯特凡纳·朗杜瓦 / Chaman Dumontceau | 日本（JPN） · 北岛隆三 / Cekatinka · 户本一真 / Vinci De La Vigne · 大岩义明 / MGH Grafton Street · 田中利幸 / Jefferson |  |  |  |
|                         | | | |  |  |  |
| 个人场地障碍赛 （詳細） | 克里斯蒂安·库库克 / Checker 47 · 德国（GER）                                                                          | 史蒂夫·古尔达特 / Dynamix de Belheme · 瑞士（SUI）                                                                   | 迈克尔·范德弗勒滕 / Beauville Z · 荷兰（NED）                                                                            |  |  |  |
| 团体场地障碍赛 （詳細） | 英国（GBR） · 本·馬厄 / Dallas Vegas Batilly · 哈里·查尔斯 / Romeo 88 · 斯科特·布拉什 / Jefferson                     | 美国（USA） · 蘿拉·克勞特 / Baloutinue · 卡尔·库克 / Caracole de la Roque · 麥克萊恩·沃德 / Ilex                     | 法国（FRA） · 西蒙·德莱斯特 / I.Alemusina R 51 · 奥利维耶·佩罗 / Dorai D'Aiguilly · 朱利安·埃帕亚尔 / Dubai du Cèdre     |  |  |  |

## 击剑

### 男子
| 項目              | 金牌                                                                                   | 银牌                                                                              | 铜牌                                                                                       |
| 个人重剑 （詳細） | 加纳虹辉 · 日本（JPN）                                                                 | 扬尼克·博雷尔 · 法国（FRA）                                                       | 穆罕默德·赛义德 · 埃及（EGY）                                                              |
| 团体重剑 （詳細） | 匈牙利（HUN） · 科赫·马泰·陶马什 · 翁德拉什菲·蒂博尔 · 希克洛希·盖尔盖伊 · 纳吉·达维德 | 日本（JPN） · 古俣圣 · 加纳虹辉 · 山田优 · 见延和靖                               | 捷克（CZE） · 伊日·贝兰 · 雅各布·尤尔卡 · 马丁·鲁贝什 · 米哈尔·丘普尔                      |
| 个人花剑 （詳細） | 張家朗 · 中国香港（HKG）                                                               | 菲利波·馬奇 · 意大利（ITA）                                                       | 尼克·伊特金 · 美国（USA）                                                                  |
| 团体花剑 （詳細） | 日本（JPN） · 松山恭助 · 敷根崇裕 · 饭村一辉 · 永野雄大                                | 意大利（ITA） · 纪尧姆·比安基 · 菲利波·馬奇 · 托马索·马里尼 · 阿莱西奥·福科尼     | 法国（FRA） · 马克西米利安·沙塔内 · 马克西姆·波蒂 · 恩佐·勒福尔 · 朱利安·梅尔蒂纳          |
| 个人佩剑 （詳細） | 吴尚旭 · 韩国（KOR）                                                                   | 法里斯·费尔贾尼 · 突尼斯（TUN）                                                   | 路易吉·薩梅萊 · 意大利（ITA）                                                              |
| 团体佩剑 （詳細） | 韩国（KOR） · 具本佶 · 吴尚旭 · 朴相元 · 都庆东                                        | 匈牙利（HUN） · 盖迈希·乔纳德 · 绍特马里·翁德拉什 · 西拉吉·阿龙 · 劳布·克里斯蒂安 | 法国（FRA） · 塞巴斯蒂安·帕特里斯 · 马克西姆·皮昂费蒂 · 博拉代·阿皮蒂 · 让-菲利普·帕特里斯 |

### 女子
| 項目              | 金牌                                                                                    | 银牌                                                                                                   | 铜牌 |
| 个人重剑 （詳細） | 江旻憓 · 中国香港（HKG）                                                                | 奥里亚娜·马洛-布勒东 · 法国（FRA）                                                                     | 穆豪里·埃斯特 · 匈牙利（HUN）                                                                                     |
| 团体重剑 （詳細） | 意大利（ITA） · 萝塞拉·菲亚明戈 · 玛拉·纳瓦里亚 · 朱莉娅·里齐 · 阿尔贝塔·圣图乔         | 法国（FRA） · 玛丽-弗洛朗丝·康达萨米 · 亚历山德拉·路易-马里 · 奥里亚娜·马洛-布勒东 · 科拉利娜·维塔利斯 | 波兰（POL） · 亚历山德拉·亚雷茨卡 · 阿莉恰·克拉西克 · 雷娜塔·克纳皮克-米亚兹加 · 马蒂娜·斯瓦托夫斯卡-文格拉尔齐克 |
| 个人花剑 （詳細） | 李·基弗 · 美国（USA）                                                                   | 劳伦·斯克鲁格斯 · 美国（USA）                                                                          | 埃莉诺·哈维 · 加拿大（CAN）                                                                                       |
| 团体花剑 （詳細） | 美国（USA） · 杰奎琳·杜布罗维奇 · 李·基弗 · 劳伦·斯克鲁格斯 · 马娅·温特劳布             | 意大利（ITA） · 阿里安娜·埃里戈 · 马丁娜·法瓦雷托 · 阿莉切·沃尔皮 · 弗兰切斯卡·帕伦博                  | 日本（JPN） · 东晟良 · 上野优佳 · 宫胁花纶 · 菊池小卷                                                             |
| 个人佩剑 （詳細） | 玛农·阿皮蒂-布吕内 · 法国（FRA）                                                        | 萨拉·巴尔泽尔 · 法国（FRA）                                                                            | 奥莉加·哈尔兰 · 乌克兰（UKR）                                                                                     |
| 团体佩剑 （詳細） | 乌克兰（UKR） · 尤利娅·巴卡斯托娃 · 阿林娜·科马休克 · 奥莉加·哈尔兰 · 奥廖娜·克拉瓦茨卡 | 韩国（KOR） · 崔世彬 · 全河英 · 全恩惠 · 尹智秀                                                        | 日本（JPN） · 高嶋理紗 · 尾崎世梨 · 江村美咲 · 福岛史帆实                                                         |

## 曲棍球
| 項目          | 金牌 | 银牌 | 铜牌 |
| 男子 （詳細） | 荷蘭 · Thierry Brinkman · Jip Janssen · Lars Balk · 约纳斯·德赫斯 · Thijs van Dam · Seve van Ass · Jorrit Croon · 尤斯滕·布洛克 · Derck de Vilder · Floris Wortelboer · Tjep Hoedemakers · Koen Bijen · Joep de Mol · Pirmin Blaak · Tijmen Reyenga · Duco Telgenkamp · Floris Middendorp · Steijn van Heijningen | 德国 · 马茨·格兰布施 · 马蒂亚斯·米勒 · 卢卡斯·温德费德 · 尼克拉斯·韦伦 · 约翰内斯·格罗塞 · 蒂斯·普林茨 · 保罗-菲利普·考夫曼 · 特奥·欣里希斯 · 汤姆·格兰布施 · 贡萨洛·佩利亚特 · 克里斯托弗·吕尔 · 尤斯图斯·魏甘德 · 马尔科·米尔特考 · 马丁·茨维克尔 · 汉内斯·米勒 · 马尔特·黑尔维希 · 莫里茨·路德维希 · 让·丹内贝格 | 印度 · 哈曼普里特·辛格 · 贾尔曼普里特·辛格 · 阿比谢克·奈因 · 曼普里特·辛格 · 哈迪克·辛格 · 古尔詹特·辛格 · 桑贾伊 · 曼迪普·辛格 · 拉利特·乌帕迪亚伊 · 帕拉图·拉温德兰·斯里杰什 · 苏米特 · 沙姆谢尔·辛格 · 拉杰·库马尔·帕尔 · 阿米特·罗希达斯 · 维韦克·普拉萨德 · 苏克吉特·辛格                                             |
| 女子 （詳細） | 荷蘭 · Xan de Waard · Anne Veenendaal · 卢娜·福克 · Freeke Moes · 莉萨·波斯特 · Yibbi Jansen · Renée van Laarhoven · 弗莉丝·阿尔伯斯 · Maria Verschoor · 桑内·科伦 · 弗雷德丽克·马特拉 · Joosje Burg · Marleen Jochems · 皮恩·桑德斯 · Marijn Veen · Laura Nunnink · 皮恩·迪克                                    | 中國 · 欧紫霞 · 叶娇 · 谷丙凤 · 杨榴 · 张影 · 陈怡 · 马宁 · 李红 · 但文 · 邹妹容 · 何江欣 · 范云霞 · 陈阳 · 徐纹娱 · 钟嘉琪 · 谭金僮 · 余垵慧 | 阿根廷 · 蘿西歐·山切茲·莫奇亞 · 索菲娅·托卡利诺 · 阿古斯蒂娜·戈尔塞拉尼 · 巴伦蒂娜·拉波索 · 阿戈斯蒂娜·阿隆索 · 阿古斯蒂娜·阿尔贝塔里奥 · 玛丽亚·何塞·格拉纳托 · 克里斯蒂娜·科森蒂诺 · 维多利亚·绍塞 · 索菲娅·凯罗 · 欧亨尼娅·特林基内蒂 · 拉腊·卡萨斯 · 胡安娜·卡斯泰拉罗 · 皮拉尔·坎波伊 · 胡列塔·扬库纳斯 · 佐伊·迪亚斯 |

## 足球
| 項目          | 金牌 | 银牌 | 铜牌 |
| 男子 （詳細） | 西班牙（ESP） · 亚历克斯·巴埃纳 · 巴勃罗·巴里奥斯 · 阿德里安·贝尔纳贝 · 塞尔希奥·卡梅略 · 保·库瓦尔西 · 艾利克·加西亞 · 霍安·加西亚 · 塞爾吉奧·戈麥斯 · 米格尔·古铁雷斯 · 亚历杭德罗·伊图尔韦 · 迭戈·洛佩斯 · 费尔明·洛佩斯 · 胡安·米蘭達 · 克里斯蒂安·莫斯克拉 · 萨穆·奥莫罗迪昂 · 艾马尔·奥罗斯 · 容·帕切科 · 马克·普维利 · 阿貝爾·魯伊斯 · 胡安卢·桑切斯 · 阿爾瑙·特納斯 · 贝尼亚特·图连特斯 | 法国（FRA） · Maghnes Akliouche · Loïc Badé · 拉揚·切爾基 · 约里·肖塔尔 · 安迪·迪乌夫 · 德西雷·杜埃 · Arnaud Kalimuendo · Manu Koné · 阿歷山大·拿卡錫迪 · Johann Lepenant · Bradley Locko · 卡斯特羅·盧基巴 · Soungoutou Magassa · 让-菲利普·马特塔 · Chrislain Matsima · 恩佐·米约 · Obed Nkambadio · 米高·奧利斯 · Guillaume Restes · Kiliann Sildillia · 阿德里安·特魯弗特 | 摩洛哥（MAR） · Ilias Akhomach · Eliesse Ben Seghir · Benjamin Bouchouari · Mehdi Boukamir · Oussama El Azzouzi · 比拉爾·艾簡拿斯 · Zakaria El Ouahdi · 阿比迪·艾沙蘇利 · Rachid Ghanimi · 阿什拉夫·哈基米 · Yassine Kechta · Haytam Manaout · El Mehdi Maouhoub · Munir Mohamedi · Akram Nakach · Soufiane Rahimi · Amir Richardson · Adil Tahif · Oussama Targhalline |
| 女子 （詳細） | 美国（USA） · 科尔宾·艾伯特 · 克鲁瓦·贝休恩 · 萨姆·科菲 · 蒂爾娜·戴維森 · 克丽丝特尔·邓恩 · 艾蜜莉·福克斯 · 娜歐蜜·格瑪 · 琳赛·霍兰 · 凯茜·克鲁格 · 罗丝·拉韦尔 · 凯茜·墨菲 · 阿莉莎·内赫尔 · 珍娜·奈斯旺格 · 崔妮蒂·羅德曼 · 埃米莉·萨姆斯 · 潔登·蕭 · 索菲亞·史密斯 · 埃米莉·桑尼特 · 瑪洛麗·史瓦森 · 琳恩·威廉斯                                                                             | 巴西（BRA） · 阿德里安娜 · 安娜·维托里亚 · 安东尼娅 · 安潔莉娜 · 杜达·桑帕约 · Gabi Nunes · 加比·波尔蒂略 · Jheniffer · 克羅琳 · Lauren · 洛雷娜 · 卢西亚娜 · 卢德米拉 · 玛塔 · Priscila · Rafaelle Souza · Tainá · Tamires · Tarciane · Thaís · Vitória Yaya · 雅思敏 | 德国（GER） · 妮科尔·安约米 · 安-卡特琳·贝格尔 · 祖莉·白蘭特 · 克拉拉·比尔 · 萨拉·杜尔松 · 薇薇安·恩德曼 · 劳拉·弗赖冈 · 默勒·弗罗姆斯 · 茱莉亞·格溫 · 玛丽娜·黑格林 · 卡特琳·亨德里希 · 扎赖·林德 · 西德妮·洛曼 · 雅尼娜·明格 · 斯约克·尼斯肯 · 亚历山德拉·波普 · 費莉西塔絲·勞赫 · 莱娅·许勒尔 · 比比安娜·舒尔策 · 埃莉萨·森斯                                        |

## 高尔夫
| 項目              | 金牌                        | 银牌                          | 铜牌                   |
| 男子个人 （詳細） | 史考提·薛夫勒 · 美国（USA） | 湯米·弗利特伍德 · 英国（GBR） | 松山英樹 · 日本（JPN） |
| 女子个人 （詳細） | 高寶璟 · 新西兰（NZL）      | 埃丝特·亨泽莱特 · 德国（GER） | 林希妤 · 中国（CHN）   |

## 体操

### 竞技体操

#### 男子
| 項目              | 金牌                                                           | 金牌                       | 银牌                                                   | 银牌                       | 铜牌                                                                               | 铜牌                       |
| 团体全能 （詳細） | 日本（JPN） · 橋本大輝 · 萱和磨 · 岡慎之助 · 杉野正堯 · 谷川航 | 259.594分                  | 中国（CHN） · 刘洋 · 苏炜德 · 肖若腾 · 张博恒 · 邹敬园 | 259.062分                  | 美国（USA） · 汤健华 · 保罗·朱达 · 布罗迪·马隆 · 斯蒂芬·内多罗西克 · 弗雷德·理查德 | 257.793分                  |
| 个人全能 （詳細） | 岡慎之助 · 日本（JPN）                                         | 86.832分                   | 张博恒 · 中国（CHN）                                   | 86.599分                   | 肖若腾 · 中国（CHN）                                                               | 86.364分                   |
|                   |                                                                |                            |                                                        |                            |                                                                                    |                            |
| 自由体操 （詳細） | 卡洛斯·埃德里尔·尤洛 · 菲律宾（PHI）                           | 15.000分                   | 阿爾喬姆·多爾戈皮亞特 · 以色列（ISR）                  | 14.966分                   | 傑克·賈曼 · 英国（GBR）                                                            | 14.933分                   |
| 鞍马 （詳細）     | 里斯·麥克萊納根 · 爱尔兰（IRL）                                | 15.533分                   | 納里曼·庫爾班諾夫 · （KAZ）                            | 15.433分                   | 史蒂芬·內多羅西克 · 美国（USA）                                                    | 15.300分                   |
| 吊环 （詳細）     | 刘洋 · 中国（CHN）                                             | 15.300分                   | 邹敬园 · 中国（CHN）                                   | 15.233分                   | 埃莱夫塞里奥斯·佩特鲁尼亚斯 · 希腊（GRE）                                          | 15.100分                   |
| 跳马 （詳細）     | 卡洛斯·埃德里尔·尤洛 · 菲律宾（PHI）                           | 15.116分                   | 阿尔图尔·达夫强 · 亚美尼亚（ARM）                      | 14.966分                   | 哈里·赫普沃思 · 英国（GBR）                                                        | 14.949分                   |
| 双杠 （詳細）     | 邹敬园 · 中国（CHN）                                           | 16.200分                   | 伊利亞·科夫頓 · 乌克兰（UKR）                          | 15.500分                   | 岡慎之助 · 日本（JPN）                                                             | 15.300分                   |
| 单杠 （詳細）     | 岡慎之助 · 日本（JPN）                                         | 14.533分 （完成分：8.633） | 安赫尔·巴拉哈斯 · 哥伦比亚（COL）                      | 14.533分 （完成分：7.933） | 张博恒 · 中国（CHN）唐嘉鴻 · 中华台北（TPE）                                       | 13.966分 （完成分：7.446） |

#### 女子
| 項目              | 金牌                                                                            | 金牌      | 银牌                                                                                                  | 银牌      | 铜牌 | 铜牌      |
| 团体全能 （詳細） | 美国（USA） · 西蒙·拜爾斯 · 傑德·凱里 · 喬丹·切爾斯 · 蘇妮薩·李 · 赫兹莉·里韦拉 | 171.296分 | 意大利（ITA） · 安杰拉·安德烈奥利 · 阿莉切·达马托 · 马妮拉·埃斯波西托 · 埃莉萨·约里奥 · 焦尔吉娅·维拉 | 165.494分 | 巴西（BRA） · 麗貝卡·安得拉迪 · 杰德·巴尔博扎 · 洛拉娜·奥利韦拉 · 弗拉维娅·洛佩斯·萨赖瓦 · 茹利娅·苏亚雷斯 | 164.497分 |
| 个人全能 （詳細） | 西蒙·拜爾斯 · 美国（USA）                                                       | 59.131分  | 麗貝卡·安得拉迪 · 巴西（BRA）                                                                         | 57.932分  | 苏妮萨·李 · 美国（USA）                                                                                    | 56.465分  |
|                   |                                                                                 |           | |           | |           |
| 跳马 （詳細）     | 西蒙·拜爾斯 · 美国（USA）                                                       | 15.300分  | 麗貝卡·安得拉迪 · 巴西（BRA）                                                                         | 14.966分  | 傑德·凱里 · 美国（USA）                                                                                    | 14.466分  |
| 高低杠 （詳細）   | 凯利娅·内穆尔 · 阿尔及利亚（ALG）                                               | 15.700分  | 邱祺缘 · 中国（CHN）                                                                                  | 15.500分  | 苏妮萨·李 · 美国（USA）                                                                                    | 14.800分  |
| 平衡木 （詳細）   | 阿莉切·達馬托 · 意大利（ITA）                                                   | 14.366分  | 周雅琴 · 中国（CHN）                                                                                  | 14.100分  | 馬妮拉·埃斯波西托 · 意大利（ITA）                                                                          | 14.000分  |
| 自由体操 （詳細） | 麗貝卡·安得拉迪 · 巴西（BRA）                                                   | 14.166分  | 西蒙·拜爾斯 · 美国（USA）                                                                             | 14.133分  | 安娜·伯尔博苏 · 罗马尼亚（ROU）                                                                            | 13.700分  |

### 艺术体操
| 項目              | 金牌                                                     | 金牌      | 银牌                                                                                                | 银牌      | 铜牌                                                                                                | 铜牌      |
| 个人全能 （詳細） | 达尔娅·瓦尔福洛梅耶夫 · 德国（GER）                      | 142.850分 | 博莉婭娜·卡萊因 · 保加利亚（BUL）                                                                   | 140.600分 | 索菲娅·拉法埃利 · 意大利（ITA）                                                                     | 136.300分 |
| 团体全能 （詳細） | 中国（CHN） · 郭崎琪 · 郝婷 · 黄张嘉洋 · 王澜静 · 丁欣怡 | 69.800分  | 以色列（ISR） · 奥菲尔·沙哈姆 · 迪亚娜·斯韦尔佐夫 · 阿达尔·弗里德曼 · 罗米·帕里茨基 · 沙妮·巴卡诺夫 | 68.850分  | 意大利（ITA） · 馬丁娜·琴托凡蒂 · 阿涅塞·杜兰蒂 · 阿莱西娅·毛雷利 · 達妮埃拉·莫古雷安 · 劳拉·帕里斯 | 68.100分  |

### 蹦床
| 項目              | 金牌                                      | 金牌     | 银牌                                              | 银牌     | 铜牌                          | 铜牌     |
| 男子个人 （詳細） | 伊萬·利特維諾維奇 · 个人中立运动员（AIN） | 63.090分 | 王梓赛 · 中国（CHN）                              | 61.890分 | 严浪宇 · 中国（CHN）          | 60.950分 |
| 女子个人 （詳細） | 布里奧尼·佩吉 · 英国（GBR）               | 56.480分 | 维奥莱塔·博尔季洛夫斯卡娅 · 个人中立运动员（AIN） | 56.060分 | 索菲安·梅托特 · 加拿大（CAN） | 55.650分 |

## 手球
| 項目          | 金牌 | 银牌 | 铜牌 |
| 男子 （詳細） | 丹麦（DEN） · 尼克拉斯·兰丁·雅各布森 · 尼克拉斯·基尔克勒克 · 芒努斯·兰丁·雅各布森 · 埃米尔·雅各布森 · 拉斯穆斯·劳厄 · 埃米尔·尼尔森 · 芒努斯·绍斯楚普 · 汉斯·林贝尔 · 马蒂亚斯·吉塞尔 · 亨里克·默尔高 · 米克尔·汉森 · 卢卡斯·约恩森 · 拉塞·安德松 · 西蒙·哈尔 · 托马斯·索梅尔·阿诺尔森 · 西蒙·皮特利克                                        | 德国（GER） · 达维德·施佩特 · 约翰内斯·戈拉 · 卢卡·维茨克 · 塞巴斯蒂安·海曼 · 尤斯图斯·菲舍尔 · 尤里·克诺尔 · 尤利安·克斯特 · 雷纳尔斯·乌什钦斯 · 凯·黑夫纳 · 蒂姆·霍恩克 · 安德烈亚斯·沃尔夫 · 魯內·達姆克 · 卢卡斯·默滕斯 · 克里斯托夫·施泰纳特 · 马尔科·格尔吉奇 · 扬尼克·科尔巴赫        | 西班牙（ESP） · 贡萨洛·佩雷斯·德巴尔加斯 · 豪尔赫·马克达 · 亚历克斯·杜伊舍巴耶夫 · 罗德里戈·科拉莱斯 · 阿德里亚·菲格拉斯 · 伊马诺尔·加西安迪亚 · 阿韦尔·塞尔迪奥 · 阿古斯丁·卡萨多 · 亚历克斯·戈麦斯 · 扬·塔拉费塔 · 米格尔·桑切斯-米加利翁 · 丹尼尔·杜伊舍巴耶夫 · 考尔迪·奥德里奥索拉 · 丹尼尔·费尔南德斯 · 哈维尔·罗德里格斯·莫雷诺 |
| 女子 （詳細） | 挪威（NOR） · 韦罗妮卡·克里斯蒂安森 · 玛伦·尼兰·奥达尔 · 斯蒂娜·斯科格兰 · 诺拉·默克 · 斯蒂娜·布雷达尔·奥夫特达尔 · 西耶·索尔贝格·厄斯塔塞尔 · 卡丽·布拉特塞特·达勒 · 克丽斯廷·布雷伊斯特尔 · 维尔德·英斯塔 · 卡特琳·伦德·哈拉尔德森 · 玛丽特·勒斯贝格·雅各布森 · 卡米拉·哈瑞姆 · 桑娜·索尔贝格-伊萨克森 · 亨妮·赖斯塔 · 塔勒·吕什费尔特·戴拉 | 法国（FRA） · 劳拉·格洛塞 · 梅利娜·诺康迪 · 阿莉西亚·图布朗 · 克洛艾·瓦伦蒂尼 · 科拉莉·拉苏尔斯 · 格拉斯·扎迪 · 克莱奥帕特·达勒 · 劳拉·弗利普 · 奥拉娜·卡诺 · 塔玛拉·霍拉切克 · 波莱塔·福帕 · 埃丝特勒·恩泽·明科 · 奥里亚娜·翁多诺 · 露西·格拉涅尔 · 萨拉·布克蒂 · 莱娜·格朗沃 · 阿塔杜·萨科 | 丹麦（DEN） · 桑德拉·托夫特 · 萨拉·伊韦尔森 · 海伦娜·埃尔弗 · 安妮·梅特·汉森 · 卡特琳·海因达尔 · 莉内·豪斯泰兹 · 阿尔泰娅·赖因哈特 · 梅特·特兰堡 · 克里斯蒂娜·约恩森 · 特丽内·厄斯特高 · 路易丝·布尔高 · 米耶·赫伊伦德 · 埃玛·弗里斯 · 丽克·伊韦尔森 · 米卡拉·默勒                                                                     |

## 柔道

### 男子
| 項目                   | 金牌                                | 银牌                           | 铜牌                                   |
| 60公斤級 （詳細）      | 叶尔多斯·斯梅托夫 · （KAZ）         | 盧卡·姆凱德澤 · 法国（FRA）    | 永山龍樹 · 日本（JPN）                 |
| 60公斤級 （詳細）      | 叶尔多斯·斯梅托夫 · （KAZ）         | 盧卡·姆凱德澤 · 法国（FRA）    | 弗朗西斯科·加里戈斯 · 西班牙（ESP）    |
| 66公斤級 （詳細）      | 阿部一二三 · 日本（JPN）            | 威廉·利马 · 巴西（BRA）        | 古斯曼·克尔吉兹巴耶夫 · （KAZ）        |
| 66公斤級 （詳細）      | 阿部一二三 · 日本（JPN）            | 威廉·利马 · 巴西（BRA）        | 丹尼斯·维耶鲁 · 摩尔多瓦（MDA）        |
| 73公斤級 （詳細）      | 希达亚特·海达罗夫 · 阿塞拜疆（AZE） | 若昂-邦雅曼·加巴 · 法国（FRA） | 阿季尔·奥斯曼诺夫 · 摩尔多瓦（MDA）    |
| 73公斤級 （詳細）      | 希达亚特·海达罗夫 · 阿塞拜疆（AZE） | 若昂-邦雅曼·加巴 · 法国（FRA） | 橋本壯市 · 日本（JPN）                 |
| 81公斤級 （詳細）      | 永瀨貴規 · 日本（JPN）              | 塔托·格里加拉什維利 · （GEO）  | 李俊奐 · 韩国（KOR）                   |
| 81公斤級 （詳細）      | 永瀨貴規 · 日本（JPN）              | 塔托·格里加拉什維利 · （GEO）  | 索蒙·穆罕默德別科夫 · （TJK）          |
| 90公斤級 （詳細）      | 拉沙·別卡烏里 · （GEO）             | 村尾三四郎 · 日本（JPN）       | 馬克西姆-加埃爾·恩加亞普 · 法国（FRA） |
| 90公斤級 （詳細）      | 拉沙·別卡烏里 · （GEO）             | 村尾三四郎 · 日本（JPN）       | 塞奥佐罗斯·采利季斯 · 希腊（GRE）      |
| 100公斤級 （詳細）     | 澤利姆·科佐耶夫 · 阿塞拜疆（AZE）   | 伊利亞·蘇拉馬尼澤 · （GEO）    | 彼得·帕利奇克 · 以色列（ISR）          |
| 100公斤級 （詳細）     | 澤利姆·科佐耶夫 · 阿塞拜疆（AZE）   | 伊利亞·蘇拉馬尼澤 · （GEO）    | 穆扎法爾別克·圖羅博耶夫 · （UZB）      |
| 100公斤以上級 （詳細） | 特迪·里内 · 法国（FRA）             | 金民宗 · 韩国（KOR）           | 捷穆爾·拉希莫夫 · （TJK）              |
| 100公斤以上級 （詳細） | 特迪·里内 · 法国（FRA）             | 金民宗 · 韩国（KOR）           | 阿利舍爾·尤蘇波夫 · （UZB）            |

### 女子
| 項目                  | 金牌                                | 银牌                                       | 铜牌                              |
| 48公斤級 （詳細）     | 角田夏实 · 日本（JPN）              | 巴武道尔吉·巴桑呼 · 蒙古（MGL）            | 希里娜·布克利 · 法国（FRA）       |
| 48公斤級 （詳細）     | 角田夏实 · 日本（JPN）              | 巴武道尔吉·巴桑呼 · 蒙古（MGL）            | 塔拉·巴布尔法特 · 瑞典（SWE）     |
| 52公斤級 （詳細）     | 季约拉·克尔迪约罗娃 · （UZB）       | 迪絲特麗亞·克拉斯尼奇 · 科索沃（KOS）      | 拉里莎·皮门塔 · 巴西（BRA）       |
| 52公斤級 （詳細）     | 季约拉·克尔迪约罗娃 · （UZB）       | 迪絲特麗亞·克拉斯尼奇 · 科索沃（KOS）      | 阿芒迪娜·比沙尔 · 法国（FRA）     |
| 57公斤級 （詳細）     | 克麗斯塔·出口 · 加拿大（CAN）       | 許美美 · 韩国（KOR）                       | 舟久保遙香 · 日本（JPN）          |
| 57公斤級 （詳細）     | 克麗斯塔·出口 · 加拿大（CAN）       | 許美美 · 韩国（KOR）                       | 莎拉-萊昂妮·西西克 · 法国（FRA）  |
| 63公斤級 （詳細）     | 安德烈婭·萊什基 · 斯洛文尼亚（SLO） | 普里斯卡·阿维蒂·阿尔卡拉斯 · 墨西哥（MEX） | 克拉麗絲·阿格貝湼努 · 法国（FRA） |
| 63公斤級 （詳細）     | 安德烈婭·萊什基 · 斯洛文尼亚（SLO） | 普里斯卡·阿维蒂·阿尔卡拉斯 · 墨西哥（MEX） | 勞拉·法茲柳 · 科索沃（KOS）       |
| 70公斤級 （詳細）     | 芭芭拉·馬蒂奇 · 克罗地亚（CRO）     | 米麗婭姆·布特克賴特 · 德国（GER）          | 米夏埃拉·波萊雷斯 · 奥地利（AUT） |
| 70公斤級 （詳細）     | 芭芭拉·馬蒂奇 · 克罗地亚（CRO）     | 米麗婭姆·布特克賴特 · 德国（GER）          | 加布里埃拉·威廉斯 · 比利时（BEL） |
| 78公斤級 （詳細）     | 艾麗斯·貝蘭迪 · 意大利（ITA）       | 茵巴爾·拉尼爾 · 以色列（ISR）              | 馬振昭 · 中国（CHN）              |
| 78公斤級 （詳細）     | 艾麗斯·貝蘭迪 · 意大利（ITA）       | 茵巴爾·拉尼爾 · 以色列（ISR）              | 帕特丽夏·桑帕约 · 葡萄牙（POR）   |
| 78公斤以上級 （詳細） | 比阿特麗斯·索薩 · 巴西（BRA）       | 拉茲·赫什科 · 以色列（ISR）                | 羅曼·迪科 · 法国（FRA）           |
| 78公斤以上級 （詳細） | 比阿特麗斯·索薩 · 巴西（BRA）       | 拉茲·赫什科 · 以色列（ISR）                | 金荷倫 · 韩国（KOR）              |

### 混合
| 項目              | 金牌 | 银牌 | 铜牌 |
| 混合團體 （詳細） | 法国（FRA） · 希里娜·布克利 · 若昂-邦雅曼·加巴 · 阿芒迪娜·比沙爾 · 瓦利德·基亞爾 · 莎拉-萊昂妮·西西克 · 盧卡·姆凱德澤 · 克拉麗絲·阿格貝涅努 · 阿爾法·奧馬爾·賈洛 · 瑪麗-伊芙·加耶 · 馬克西姆-加埃爾·恩加亞普 · 羅曼·迪科 · 奧雷利安·迪斯 · 瑪德萊娜·馬隆加 · 特迪·里内 | 日本（JPN） · 阿部诗 · 阿部一二三 · 舟久保遥香 · 橋本壯市 · 角田夏实 · 永山龍樹 · 新添左季 · 村尾三四郎 · 高市未来 · 永瀨貴規 · 亞倫·沃爾夫 · 高山莉加 · 素根辉 · 齐藤立 | 巴西（BRA） · 丹尼爾·卡格連 · 莱昂纳多·贡萨尔维斯 · 威廉·利马 · 拉斐尔·马塞多 · 吉列尔梅·席密特 · 拉斐尔·席尔瓦 · 拉里莎·皮门塔 · 凯特琳·夸德罗斯 · 拉斐拉·席尔瓦 · 比阿特丽斯·索萨 |
| 混合團體 （詳細） | 法国（FRA） · 希里娜·布克利 · 若昂-邦雅曼·加巴 · 阿芒迪娜·比沙爾 · 瓦利德·基亞爾 · 莎拉-萊昂妮·西西克 · 盧卡·姆凱德澤 · 克拉麗絲·阿格貝涅努 · 阿爾法·奧馬爾·賈洛 · 瑪麗-伊芙·加耶 · 馬克西姆-加埃爾·恩加亞普 · 羅曼·迪科 · 奧雷利安·迪斯 · 瑪德萊娜·馬隆加 · 特迪·里内 | 日本（JPN） · 阿部诗 · 阿部一二三 · 舟久保遥香 · 橋本壯市 · 角田夏实 · 永山龍樹 · 新添左季 · 村尾三四郎 · 高市未来 · 永瀨貴規 · 亞倫·沃爾夫 · 高山莉加 · 素根辉 · 齐藤立 | 韩国（KOR） · 李慧卿 · 金源镇 · 郑叡璘 · 安保罗 · 许美美 · 金知秀 · 李俊奂 · 韩周烨 · 尹贤智 · 金荷伦 · 金民宗                                                                      |

## 现代五项
| 項目              | 金牌                          | 银牌                          | 铜牌                      |
| 男子个人 （詳細） | 艾哈迈德·詹迪 · 埃及（EGY）   | 佐藤大宗 · 日本（JPN）        | 乔治·马兰 · 意大利（ITA） |
| 女子个人 （詳細） | 古亚什·米歇尔 · 匈牙利（HUN） | 艾洛蒂·克劳威尔 · 法国（FRA） | 成承民 · 韩国（KOR）      |

## 赛艇

### 男子
| 項目                    | 金牌 | 金牌    | 银牌 | 银牌    | 铜牌 | 铜牌    |
| 單人雙槳 （詳細）       | 奥利弗·蔡德勒 · 德国（GER） | 6:37.57 | 叶夫根尼·佐洛托伊 · 个人中立运动员（AIN） | 6:42.96 | 西蒙·范多普 · 荷兰（NED） | 6:44.72 |
| 雙人單槳無舵手 （詳細） | 克罗地亚（CRO） · 马丁·辛科维奇 · 瓦伦特·辛科维奇 | 6:23.66 | 英国（GBR） · 奥利弗·温-格里菲思 · 托马斯·乔治 | 6:24.11 | 瑞士（SUI） · 罗曼·勒厄斯利 · 安德林·古利希 | 6:24.76 |
| 雙人雙槳 （詳細）       | 罗马尼亚（ROU） · 安德烈·科尔内亚 · 马里安·埃纳凯 | 6:12.58 | 荷兰（NED） · 梅尔文·特维拉尔 · 斯特凡·布罗宁克 | 6:13.92 | 爱尔兰（IRL） · 戴里·林奇 · 菲利普·多伊尔 | 6:15.17 |
| 輕量級雙人雙槳 （詳細） | 爱尔兰（IRL） · 芬坦·麦卡锡 · 保罗·奥多诺万 | 6:10.99 | 意大利（ITA） · 斯特凡诺·奥波 · 加布里埃尔·索阿雷斯 | 6:13.33 | 希腊（GRE） · 彼得罗斯·格凯扎齐斯 · 安东尼奥斯·帕帕康斯坦丁努 | 6:13.44 |
| 四人單槳無舵手 （詳細） | 美国（USA） · 尼克·米德 · 贾斯廷·贝斯特 · 迈克尔·格雷迪 · 利亚姆·科里根                                                                                         | 5:49.03 | 新西兰（NZL） · 奥利弗·麦克林 · 洛根·乌尔里克 · 汤姆·默里 · 马特·麦克唐纳                                                                                              | 5:49.88 | 英国（GBR） · 奥利弗·威尔克斯 · 戴维·安布勒 · 马特·奥尔德里奇 · 弗雷迪·戴维森                                                                                     | 5:52.42 |
| 四人雙槳 （詳細）       | 荷兰（NED） · 伦纳特·范利罗普 · 芬恩·弗洛赖因 · 托内·维滕 · 科恩·梅采马克斯                                                                                     | 5:42.00 | 意大利（ITA） · 卢卡·基乌门托 · 卢卡·兰巴尔迪 · 贾科莫·真蒂利 · 安德烈亚·帕尼扎                                                                                        | 5:44.40 | 波兰（POL） · 法比安·巴兰斯基 · 马特乌什·比斯库普 · 多米尼克·恰亚 · 米罗斯瓦夫·津塔尔斯基                                                                         | 5:44.59 |
| 八人單槳有舵手 （詳細） | 英国（GBR） · 摩根·博尔丁 · 肖尔托·卡内基 · 罗里·吉布斯 · 托马斯·福特 · 雅各布·道森 · 查尔斯·埃尔威斯 · 托马斯·迪格比 · 詹姆斯·拉德金 · 哈里·布赖特莫尔（舵手） | 5:22.88 | 荷兰（NED） · 拉尔夫·林克斯 · 奥拉夫·莫莱纳尔 · 桑德尔·德赫拉夫 · 鲁本·克纳布 · 赫特-扬·范多恩 · 雅各布·范德克尔霍夫 · 扬·范德拜 · 米克·马克尔 · 迪厄夫克·费特（舵手） | 5:23.92 | 美国（USA） · 亨利·霍林斯沃思 · 尼古拉斯·拉舍 · 克里斯蒂安·塔巴什 · 克拉克·迪安 · 克里斯托弗·卡尔森 · 彼得·查塔因 · 埃文·奥尔森 · 彼得·昆顿 · 里利·米尔恩（舵手） | 5:25.28 |

### 女子
| 項目                    | 金牌 | 金牌    | 银牌 | 银牌    | 铜牌 | 铜牌    |
| 單人雙槳 （詳細）       | 卡罗琳·弗洛赖因 · 荷兰（NED） | 7:17.28 | 埃玛·特威格 · 新西兰（NZL） | 7:19.14 | 维多利亚·森库特 · 立陶宛（LTU） | 7:20.85 |
| 雙人單槳無舵手 （詳細） | 荷兰（NED） · 伊姆克耶·克莱费林 · 韦罗妮克·梅斯特 | 6:58.67 | 罗马尼亚（ROU） · 伊万娜·弗伦恰努 · 罗克萨娜·安格尔 | 7:02.97 | （AUS） · 杰茜卡·莫里森 · 安娜贝勒·麦金太尔 | 7:03.54 |
| 雙人雙槳 （詳細）       | 新西兰（NZL） · 布鲁克·弗朗西斯 · 露西·斯普尔斯 | 6:50.45 | 罗马尼亚（ROU） · 妮科莱塔-安库察·博德纳尔 · 西蒙娜·拉迪什 | 6:50.69 | 英国（GBR） · 玛蒂尔达·霍奇金斯-伯恩 · 丽贝卡·怀尔德                                                                                                   | 6:53.22 |
| 輕量級雙人雙槳 （詳細） | 英国（GBR） · 埃米莉·克雷格 · 伊莫金·格兰特 | 6:47.06 | 罗马尼亚（ROU） · 贾尼娜·范格罗宁根 · 约内拉-利维娅·科兹缪克 | 6:48.78 | 希腊（GRE） · 季米特拉·康图 · 佐伊·菲齐乌 | 6:49.28 |
| 四人單槳無舵手 （詳細） | 荷兰（NED） · 玛尔卢斯·奥尔登堡 · 赫尔迈因切·德伦特 · 廷卡·奥费赖因斯 · 本特·邦斯特拉 | 6:27.13 | 英国（GBR） · 海伦·格洛弗 · 埃丝米·布思 · 萨曼莎·雷德格雷夫 · 丽贝卡·肖滕 | 6:27.31 | 新西兰（NZL） · 杰姬·高勒 · 菲比·斯普尔斯 · 达维娜·沃迪 · 克丽·威廉斯                                                                                  | 6:29.08 |
| 四人雙槳 （詳細）       | 英国（GBR） · 劳伦·亨利 · 汉娜·斯科特 · 洛拉·安德森 · 乔治娜·梅甘·布雷肖 | 6:16.31 | 荷兰（NED） · 莱拉·尤西福 · 本特·保利斯 · 萝斯·德容 · 特莎·迪勒曼斯 | 6:16.46 | 德国（GER） · 玛伦·弗尔茨 · 塔贝娅·申德克尔 · 莱奥妮·门策尔 · 皮娅·格赖滕                                                                              | 6:19.70 |
| 八人單槳有舵手 （詳細） | 罗马尼亚（ROU） · 阿德里安娜·亚当 · 罗克萨娜·安格尔 · 阿马利娅·贝雷什 · 妮科莱塔-安库察·博德纳尔 · 玛丽亚-玛格达列娜·鲁苏 · 玛丽亚·莱哈奇 · 伊万娜·弗伦恰努 · 西蒙娜·拉迪什 · 维多利亚-斯特凡妮娅·彼得雷亚努（舵手） | 5:54.39 | 加拿大（CAN） · 阿比盖尔·登特 · 凯莉·菲尔默 · 卡西娅·格鲁恰拉-韦谢尔斯基 · 马娅·梅施库莱特 · 悉妮·佩恩 · 杰茜卡·塞维克 · 克里斯蒂娜·沃克 · 阿瓦隆·韦斯特尼斯 · 克丽丝滕·基特（舵手） | 5:58.84 | 英国（GBR） · 安妮·坎贝尔-奥德 · 霍莉·邓福德 · 埃米莉·福特 · 劳伦·欧文 · 海迪·朗 · 萝恩·麦凯勒 · 伊芙·斯图尔特 · 哈丽雅特·泰勒 · 亨利·菲尔德曼（舵手） | 5:59.51 |

## 七人制橄榄球
| 項目          | 金牌 | 银牌 | 铜牌 |
| 男子 （詳細） | 法国（FRA） · Jean-Pascal Barraque · 安托万·杜邦 · 泰奥·福尔内 · 阿龙·格朗迪迪埃 · Jefferson Lee Joseph · 斯蒂芬·帕雷 · Varian Pasquet · Rayan Rebbadj · 保兰·里瓦 · Jordan Sepho · Andy Timo · Antoine Zeghdar · Nelson Epee | 斐济（FIJ） · Joseva Talacolo · Iosefo Masi · Iowane Teba · Sevuloni Mocenacagi · Josaia Raisuqe · Jeremia Matana · Terio Tamani · Ponepati Loganimasi · Selestino Ravutaumada · Jerry Tuwai · Kaminieli Rasaku · Waisea Nacuqu · Joji Nasova · Filipe Sauturaga | 南非（RSA） · Christie Grobbelaar · Ryan Oosthuizen · Impi Visser · Zain Davids · Quewin Nortje · Tiaan Pretorius · 肖恩·威廉斯 · Selvyn Davids · Tristan Leyds · Rosko Specman · Siviwe Soyizwapi · Shilton van Wyk · Ronald Brown |
| 女子 （詳細） | 新西兰（NZL） · 迈克拉·布莱德 · 贾丝明·霍瑟姆 · Sarah Hirini · Tyla King · Jorja Miller · Manaia Nuku · Mahina Paul · Risaleeana Pouri-Lane · Alena Saili · 特雷莎·塞特凡诺 · Stacey Waaka · 波希娅·伍德曼-威克利夫           | 加拿大（CAN） · 卡罗琳·克罗斯利 · 奥利维娅·阿普斯 · 阿莉莎·科里根 · 阿西娅·霍根-罗切斯特 · 克洛艾·丹尼尔斯 · 夏丽蒂·威廉斯 · 弗洛伦丝·西蒙兹 · 卡丽莎·诺尔斯滕 · Krissy Scurfield · Fancy Bermudez · 派珀·洛根 · Keyara Wardley · 泰勒·佩里 · Shalaya Valenzuela | 美国（USA） · Alev Kelter · 劳伦·多伊尔 · Kayla Canett · Kristi Kirshe · 伊洛娜·马厄 · 阿里安娜·拉姆齐 · 纳娅·塔珀 · 阿莱娜·奥尔森 · Alex Sedrick · 萨米·沙利文 · 萨拉·利维 · 斯蒂芬妮·罗韦蒂                                       |

## 帆船

### 男子
| 項目            | 金牌                                          | 银牌                                          | 铜牌                                  |
| iQFoil （詳細） | 汤姆·鲁文尼 · 以色列（ISR）                   | 格雷·莫里斯 · （AUS）                         | 吕克·范奥普泽兰 · 荷兰（NED）         |
| 风筝板 （詳細） | 瓦伦丁·邦图斯 · 奥地利（AUT）                 | 托尼·沃迪舍克 · 斯洛文尼亚（SLO）             | 墨士廉 · 新加坡（SGP）                |
| 雷射型 （詳細） | 马修·沃恩 · （AUS）                           | 帕夫洛斯·康蒂德斯 · 塞浦路斯（CYP）           | 斯特凡诺·佩斯基耶拉 · 秘鲁（PER）     |
| 49人型 （詳細） | 西班牙（ESP） · 迭戈·博廷 · 弗洛里安·特里特尔 | 新西兰（NZL） · 艾萨克·麦克哈迪 · 威廉·麦肯齐 | 美国（USA） · 伊恩·巴罗斯 · 汉斯·亨肯 |

### 女子
| 項目              | 金牌                                          | 银牌                                        | 铜牌                                      |
| iQFoil （詳細）   | 玛尔塔·马杰蒂 · 意大利（ITA）                 | 莎龙·坎托尔 · 以色列（ISR）                 | 埃玛·威尔逊 · 英国（GBR）                 |
| 风筝板 （詳細）   | 埃莉·奥尔德里奇 · 英国（GBR）                 | 洛里亚娜·诺洛 · 法国（FRA）                 | 安娜劳斯·拉梅尔茨 · 荷兰（NED）           |
| 輻射型 （詳細）   | 玛丽特·鲍梅斯特 · 荷兰（NED）                 | 安妮-玛丽·林多姆 · 丹麦（DEN）              | 莉内·弗莱姆·赫斯特 · 挪威（NOR）          |
| 49人FX型 （詳細） | 荷兰（NED） · 奥迪莱·范安霍尔特 · 安妮特·迪茨 | 瑞典（SWE） · 维尔玛·博贝克 · 丽贝卡·内茨勒 | 法国（FRA） · 莎拉·斯泰耶尔 · 沙利纳·皮康 |

### 混合
| 項目                | 金牌                                        | 银牌                                                | 铜牌                                        |
| 470型 （詳細）      | 奥地利（AUT） · 拉拉·瓦德劳 · 卢卡斯·梅尔   | 日本（JPN） · 冈田奎树 · 吉冈美帆                   | 瑞典（SWE） · 安东·达尔贝里 · 洛维莎·卡尔松 |
| 诺卡拉17型 （詳細） | 意大利（ITA） · 鲁杰罗·蒂塔 · 卡泰丽娜·班蒂 | 阿根廷（ARG） · 马特奥·马吉达拉尼 · 欧亨尼娅·博斯科 | 新西兰（NZL） · 迈卡·威尔金森 · 埃丽卡·道森 |

## 射击

### 男子
| 项目                  | 金牌                           | 银牌                                   | 铜牌                             |  |  |  |
| 10米气步枪 （詳細）   | 盛李豪 · 中国（CHN） OR        | 维克托·林德格伦 · 瑞典（SWE）          | 米蘭·馬里奇 · 克罗地亚（CRO）    |  |  |  |
| 50米步枪三姿 （詳細） | 劉宇坤 · 中国（CHN）           | 谢尔盖·库利什 · 乌克兰（UKR）          | 斯瓦普尼尔·库萨莱 · 印度（IND）  |  |  |  |
|                       |                                |                                        |                                  |  |  |  |
| 10米气手枪 （詳細）   | 谢瑜 · 中国（CHN）             | 费代里科·尼洛·马尔迪尼 · 意大利（ITA） | 保罗·蒙纳 · 意大利（ITA）        |  |  |  |
| 25米速射手枪 （詳細） | 李越宏 · 中国（CHN）           | 赵永宰 · 韩国（KOR）                   | 王鑫杰 · 中国（CHN）             |  |  |  |
|                       |                                |                                        |                                  |  |  |  |
| 多向飞碟 （詳細）     | 内森·黑尔斯 · 英国（GBR）      | 齐迎 · 中国（CHN）                     | 琼·彼雷·布罗尔 · 危地马拉（GUA） |  |  |  |
| 双向飞碟 （詳細）     | 文森特·汉考克 · 美国（USA） OR | 康纳·普林斯 · 美国（USA）              | 李孟遠 · 中华台北（TPE）         |  |  |  |

### 女子
| 项目                  | 金牌                                 | 银牌                              | 铜牌                            |  |  |  |
| 10米气步枪 （詳細）   | 潘晓真 · 韩国（KOR） OR              | 黄雨婷 · 中国（CHN）              | 奥德蕾·戈尼亚 · 瑞士（SUI）     |  |  |  |
| 50米步枪三姿 （詳細） | 基亚拉·莱昂内 · 瑞士（SUI） OR       | 萨根·马达莱纳 · 美国（USA） OR    | 张琼月 · 中国（CHN） OR         |  |  |  |
|                       |                                      |                                   |                                 |  |  |  |
| 10米气手枪 （詳細）   | 吴艺珍 · 韩国（KOR） OR              | 金艺智 · 韩国（KOR）              | 玛努·巴克尔 · 印度（IND）       |  |  |  |
| 25米手枪 （詳細）     | 梁智仁 · 韩国（KOR）                 | 卡米耶·耶杰耶夫斯基 · 法国（FRA） | 毛约尔·韦罗妮卡 · 匈牙利（HUN） |  |  |  |
|                       |                                      |                                   |                                 |  |  |  |
| 多向飞碟 （詳細）     | 阿德瑞娜·魯阿諾 · 危地马拉（GUA） OR | 席爾瓦娜·史坦科 · 意大利（ITA）   | 彭妮·史密斯 · （AUS）           |  |  |  |
| 双向飞碟 （詳細）     | 弗朗西斯卡·克罗韦托 · 智利（CHI）    | 安伯·拉特 · 英国（GBR）           | 奥斯汀·史密斯 · 美国（USA）     |  |  |  |

### 混合
| 项目                    | 金牌                                                | 银牌                                                   | 铜牌                                        |  |  |  |
| 团体10米气步枪 （詳細） | 中国（CHN） · 黄雨婷 · 盛李豪                       | 韩国（KOR） · 金智賢 · 朴河俊                          | （KAZ） · 亚历山德拉·黎 · 伊斯兰·萨特帕耶夫 |  |  |  |
|                         |                                                     |                                                        |                                             |  |  |  |
| 团体10米气手枪 （詳細） | 塞尔维亚（SRB） · 佐拉娜·阿鲁诺维奇 · 達米爾·米凱奇 | 土耳其（TUR） · 谢瓦尔·伊拉伊达·塔尔汗 · 优素福·迪凯奇 | 印度（IND） · 玛努·巴克尔 · 萨拉布乔特·辛格 |  |  |  |
|                         |                                                     |                                                        |                                             |  |  |  |
| 团体双向飞碟 （詳細）   | 意大利（ITA） · 迪亚娜·巴科西 · 加布里埃莱·罗塞蒂   | 美国（USA） · 奥斯汀·史密斯 · 文森特·汉考克            | 中国（CHN） · 江伊婷 · 吕健林               |  |  |  |

## 滑板
| 項目              | 金牌                   | 银牌                    | 铜牌                          |
| 男子公园 （詳細） | 基根·帕尔默 · （AUS）  | 汤姆·沙尔 · 美国（USA） | 奥古斯托·阿基奥 · 巴西（BRA） |
| 男子街头 （詳細） | 堀米雄斗 · 日本（JPN） | · 美国（USA）           | 尼亚·休斯顿 · 美国（USA）     |
| 女子公园 （詳細） | 阿丽萨·特鲁 · （AUS）  | 開心那 · 日本（JPN）    | 斯凯·布朗 · 英国（GBR）       |
| 女子街头 （詳細） | 吉泽恋 · 日本（JPN）   | 赤间凛音 · 日本（JPN）  | 赖萨·莱亚尔 · 巴西（BRA）     |

## 运动攀岩
| 項目                | 金牌                                  | 银牌                        | 铜牌                              |
| 男子全能赛 （詳細） | 托比·罗伯茨 · 英国（GBR）             | 安乐宙斗 · 日本（JPN）      | 雅各·舒伯特 · 奥地利（AUT）       |
| 男子速度赛 （詳細） | 韦德里克·莱昂纳多 · 印度尼西亚（INA） | 伍鹏 · 中国（CHN）          | 萨姆·沃森 · 美国（USA）           |
| 女子全能赛 （詳細） | 揚佳·甘布雷特 · 斯洛文尼亚（SLO）     | 布魯克·拉布圖 · 美国（USA） | 潔西卡·皮爾茲 · 奥地利（AUT）     |
| 女子速度赛 （詳細） | 亚历山德拉·米罗斯瓦夫 · 波兰（POL）   | 鄧麗娟 · 中国（CHN）        | 亚历山德拉·卡武茨卡 · 波兰（POL） |

## 冲浪
| 項目              | 金牌                        | 银牌                               | 铜牌                            |
| 男子短板 （詳細） | 考利·瓦斯特 · 法国（FRA）   | 杰克·鲁宾逊 · （AUS）              | 加布里埃尔·梅迪纳 · 巴西（BRA） |
| 女子短板 （詳細） | 卡罗琳·马克斯 · 美国（USA） | 塔蒂亚娜·韦斯顿-韦布 · 巴西（BRA） | 若阿娜·德费 · 法国（FRA）       |

## 游泳

### 男子
| 項目 | 金牌 | 金牌           | 银牌 | 银牌       | 铜牌 | 铜牌       |
| 50公尺自由式 （詳細） | 卡梅倫·麥克沃伊 · （AUS） | 21.25          | 班·普羅德 · 英国（GBR） | 21.30      | 弗洛朗·馬納杜 · 法国（FRA） | 21.56      |
| 100公尺自由式 （詳細） | 潘展樂 · 中国（CHN） | 46.40 WR       | 凱爾·查默斯 · （AUS） | 47.48      | 達維德·波波維奇 · 罗马尼亚（ROM） | 47.49      |
| 200公尺自由式 （詳細） | 達維德·波波維奇 · 罗马尼亚（ROU） | 1:44.72        | 馬修·理查茲 · 英国（GBR） | 1:44.74    | 盧克·霍布森 · 美国（USA） | 1:44.79    |
| 400公尺自由式 （詳細） | 卢卡斯·梅尔滕斯 · 德国（GER） | 3:41.78        | 伊萊賈·溫寧頓 · （AUS） | 3:42.21    | 金禹旻 · 韩国（KOR） | 3:42.50    |
| 800公尺自由式 （詳細） | 丹尼爾·維芬 · 爱尔兰（IRL） | 7:38.19 OR、ER | 羅伯特·芬克 · 美国（USA） | 7:38.75    | 格雷戈里奧·帕特里尼耶里 · 意大利（ITA） | 7:39.38    |
| 1500公尺自由式 （詳細） | 羅伯特·芬克 · 美国（USA） | 14:30.67 WR    | 格雷戈里奧·帕特里尼耶里 · 意大利（ITA） | 14:34.65   | 丹尼爾·維芬 · 爱尔兰（IRL） | 14:39.63   |
| | |                | |            | |            |
| 100公尺仰式 （詳細） | 托马斯·切孔 · 意大利（ITA） | 52.00          | 徐嘉余 · 中国（CHN） | 52.32      | 萊恩·墨菲 · 美国（USA） | 52.39      |
| 200公尺仰式 （詳細） | 科什·胡貝特 · 匈牙利（HUN） | 1:54.26        | 阿波斯托洛斯·赫里斯图 · 希腊（GRE） | 1:54.82    | 羅曼·米秋科夫 · 瑞士（SUI） | 1:54.85    |
| | |                | |            | |            |
| 100公尺蛙式 （詳細） | 尼科洛·马丁嫩吉 · 意大利（ITA） | 59.03          | 亞當·佩蒂 · 英国（GBR）尼克·芬克 · 美国（USA） | 59.05      | 未颁发 | 未颁发     |
| 200公尺蛙式 （詳細） | 莱昂·马尔尚 · 法国（FRA） | 2:05.85 OR、ER | 扎克·斯塔布利特-庫克 · （AUS） | 2:06.79    | 卡斯帕·科爾博 · 荷兰（NED） | 2:07.90    |
| | |                | |            | |            |
| 100公尺蝶式 （詳細） | 米拉克·克里什托夫 · 匈牙利（HUN） | 49.90          | 約書亞·連多 · 加拿大（CAN） | 49.99      | 伊利亞·哈倫 · 加拿大（CAN） | 50.45      |
| 200公尺蝶式 （詳細） | 莱昂·马尔尚 · 法国（FRA） | 1:51.21 OR、NR | 米拉克·克里什托夫 · 匈牙利（HUN） | 1.51.75    | 伊利亚·哈伦 · 加拿大（CAN） | 1:52.80    |
| | |                | |            | |            |
| 200公尺個人混合式 （詳細） | 萊昂·馬爾尚 · 法国（FRA） | 1:54.06 OR、ER | 鄧肯·斯科特 · 英国（GBR） | 1:55.31    | 汪順 · 中国（CHN） | 1:56.00    |
| 400公尺個人混合式 （詳細） | 莱昂·马尔尚 · 法国（FRA） | 4:02.95 OR     | 松下知之 · 日本（JPN） | 4:08.62    | 卡森·福斯特 · 美国（USA） | 4:08.66    |
| | |                | |            | |            |
| 4×100公尺自由式接力 （詳細） | 美国（USA） · 杰克·亚历克西 (47.67) · 克里斯·吉利亚诺 (47.33) · 亨特·阿姆斯特朗 (46.75) · 凱勒布·德萊賽爾 (47.53) · 瑞安·荷德（预赛） · 马特·金（预赛） | 3:09.28        | （AUS） · 傑克·卡特萊特 (48.03) · 弗林·索瑟姆 (48.00) · 凯·泰勒 (47.73) · 凯尔·查默斯 (46.59) · 楊旭（预赛）                                                                          | 3:10.35    | 意大利（ITA） · 亚历山德罗·米雷西 (48.04) · 托马斯·切孔 (47.44) · 保罗·孔特·博宁 (48.16) · 马努埃尔·弗里戈 (47.06) · 洛伦佐·扎泽里（预赛） · 莱奥纳尔多·德普拉诺（预赛） | 3:10.70    |
| 4×200公尺自由式接力 （詳細） | 英国（GBR） · 詹姆斯·蓋伊 (1:45.09) · 托馬斯·迪安 (1:45.28) · 馬修·理查茲 (1:45.11) · 鄧肯·斯科特 (1:43.95) · 基兰·伯德（预赛） · 杰克·麦克米伦（预赛） | 6:59.43        | 美国（USA） · 卢克·霍布森 (1:45.55) · 卡森·福斯特 (1:45.31) · 德魯·基布勒 (1:45.12) · 基蘭·史密斯 (1:44.80) · 布魯克斯·柯里（预赛） · 布萊克·佩羅尼（预赛） · 克里斯·吉利亚诺（预赛） | 7:00.78    | （AUS） · 马克西米利安·朱利亚尼 (1:45.99) · 弗林·索瑟姆 (1:45.53) · 伊萊賈·溫寧頓 (1:45.19) · 托馬斯·尼爾 (1:45.27) · 凯·泰勒（预赛） · 扎克·因切尔蒂（预赛）            | 7:01.98    |
| 4×100公尺混合式接力 （詳細） | 中国（CHN） · 徐嘉余 (52.37) · 覃海洋 (57.98) · 孙佳俊 (51.19) · 潘展乐 (45.92) · 王长浩（预赛）                                                        | 3:27.46        | 美国（USA） · 萊恩·墨菲 (52.44) · 尼克·芬克 (58.97) · 凱勒布·德萊賽爾 (49.41) · 亨特·阿姆斯特朗 (47.19) · 查理·斯旺森（预赛） · 托马斯·海尔曼（预赛） · 杰克·亚历克西（预赛）         | 3:28.01    | 法国（FRA） · 约昂·恩多耶-布鲁瓦尔 (52.60) · 莱昂·马尔尚 (58.62) · 马克西姆·格鲁塞 (49.57) · 弗洛朗·馬納杜 (47.59) · 克莱芒·塞基（预赛） · 拉斐尔·芬特-达梅尔（预赛）    | 3:28.38 NR |
| | |                | |            | |            |
| 10公里馬拉松 （詳細） | 拉绍夫斯基·克里什托夫 · 匈牙利（HUN） | 1:50:52.70     | 奧利弗·克萊梅特 · 德国（GER） | 1:50:54.80 | 拜特莱海姆·达维德 · 匈牙利（HUN） | 1:51:09.00 |
| AF 非洲紀錄 \| AM 美洲紀錄 \| AS 亞洲紀錄 \| ER 歐洲紀錄 \| OC 大洋洲紀錄 \| OR 奧運紀錄 \| WR 世界紀錄 NR 國家/地區紀錄（本賽事所產生的任何世界紀錄必然為奧運、洲際和國家紀錄。洲際紀錄（大陸區域）也為國家/地區紀錄）。 | |                | |            | |            |

### 女子
| 項目 | 金牌 | 金牌           | 银牌 | 银牌       | 铜牌 | 铜牌       |
| 50公尺自由式 （詳細） | 萨拉·舍斯特伦 · 瑞典（SWE） | 23.71          | 梅格·哈里斯 · （AUS） | 23.97      | 张雨霏 · 中国（CHN） | 24.20      |
| 100公尺自由式 （詳細） | 萨拉·舍斯特伦 · 瑞典（SWE） | 52.16          | 托麗·赫斯克 · 美国（USA） | 52.29      | 何詩蓓 · 中国香港（HKG） | 52.33      |
| 200公尺自由式 （詳細） | 莫莉·奧卡拉漢 · （AUS） | 1:53.27 OR     | 阿里亞妮·蒂特馬斯 · （AUS） | 1:53.81    | 何詩蓓 · 中国香港（HKG） | 1:54.55    |
| 400公尺自由式 （詳細） | 阿里亚妮·蒂特马斯 · （AUS） | 3:57.49        | 萨默·麦金托什 · 加拿大（CAN） | 3:58.37    | 姬蒂·雷德基 · 美国（USA） | 4:00.86    |
| 800公尺自由式 （詳細） | 姬蒂·雷德基 · 美国（USA） | 8:11.04        | 阿里亞妮·蒂特馬斯 · （AUS） | 8:12.29    | 佩奇·馬登 · 美国（USA） | 8:13.00    |
| 1500公尺自由式 （詳細） | 姬蒂·雷德基 · 美国（USA） | 15:30.02 OR    | 阿納斯塔西婭·基爾皮奇尼科娃 · 法国（FRA） | 15:40.35   | 伊莎貝爾·瑪麗·格澤 · 德国（GER） | 15:41.16   |
| | |                | |            | |            |
| 100公尺仰式 （詳細） | 凱莉·麥基翁 · （AUS） | 57.33 OR、=OC  | 麗根·史密斯 · 美国（USA） | 57.66      | 凱瑟琳·伯科夫 · 美国（USA） | 57.98      |
| 200公尺仰式 （詳細） | 凱莉·麥基翁 · （AUS） | 2:03.73 OR     | 麗根·史密斯 · 美国（USA） | 2:04.26    | 凱莉·馬斯 · 加拿大（CAN） | 2:05.57    |
| | |                | |            | |            |
| 100公尺蛙式 （詳細） | 塔恰娜·史密斯 · 南非（RSA） | 1:05.28        | 唐錢婷 · 中国（CHN） | 1:05.54    | 莫娜·麦克谢里 · 爱尔兰（IRL） | 1:05.59    |
| 200公尺蛙式 （詳細） | 凱特·道格拉斯 · 美国（USA） | 2:19.24 AM     | 塔恰娜·史密斯 · 南非（RSA） | 2:19.60    | 特絲·斯豪滕 · 荷兰（NED） | 2:21.05    |
| | |                | |            | |            |
| 100公尺蝶式 （詳細） | 托丽·赫斯克 · 美国（USA） | 55.59          | 格蕾琴·沃尔什 · 美国（USA） | 55.63      | 张雨霏 · 中国（CHN） | 56.21      |
| 200公尺蝶式 （詳細） | 薩默·麥金托什 · 加拿大（CAN） | 2:03.03 OR、AM | 麗根·史密斯 · 美国（USA） | 2:03.84 NR | 張雨霏 · 中国（CHN） | 2:05.09    |
| | |                | |            | |            |
| 200公尺個人混合式 （詳細） | 薩默·麥金托什 · 加拿大（CAN） | 2:06.56 OR     | 凱特·道格拉斯 · 美国（USA） | 2:06.92    | 凱莉·麥基翁 · （AUS） | 2:08.08    |
| 400公尺個人混合式 （詳細） | 薩默·麥金托什 · 加拿大（CAN） | 4:27.71        | 凱蒂·格萊姆斯 · 美国（USA） | 4:33.40    | 艾瑪·韋安特 · 美国（USA） | 4:34.93    |
| | |                | |            | |            |
| 4×100公尺自由式接力 （詳細） | （AUS） · 莫莉·奥卡拉汉 (52.24) · 谢娜·杰克 (52.35) · 艾瑪·麥基翁 (52.39) · 梅格·哈里斯 (51.94) · 奥利维娅·温施（预赛） · 勃朗特·坎贝尔（预赛）                                                      | 3:28.92 OR     | 美国（USA） · 凯特·道格拉斯 (52.98) · 格蕾琴·沃尔什 (52.55) · 托丽·赫斯克 (52.06) · 西蒙娜·曼努埃尔 (52.61) · 阿比·魏策尔（预赛） · 艾丽卡·康诺利（预赛）                                               | 3:30.20 AM | 中国（CHN） · 杨浚瑄 (52.48) · 程玉洁 (52.76) · 张雨霏 (52.75) · 吴卿风 (52.31) · 余依婷（预赛）                                     | 3:30.30 AS |
| 4×200公尺自由式接力 （詳細） | （AUS） · 莫莉·奥卡拉汉 (1:53.52) · 拉妮·帕利斯特 (1:55.61) · 布里安娜·思罗塞尔 (1:56.00) · 阿里亚妮·蒂特马斯 (1:52.95) · 杰米·珀金斯（预赛） · 谢娜·杰克（预赛）                                    | 7:38.08 OR     | 美国（USA） · 克莱尔·温斯坦 (1:54.88) · 佩奇·马登 (1:55.63) · 姬蒂·雷德基 (1:54.93) · 埃琳·格默尔 (1:55.40) · 安娜·佩普洛夫斯基（预赛） · 西蒙娜·曼努埃尔（预赛） · 亚历克丝·沙克尔（预赛）             | 7:40.86    | 中国（CHN） · 杨浚瑄 (1:54.52) · 李冰潔 (1:55.05) · 葛楚彤 (1:57.45) · 柳雅欣 (1:55.32) · 汤慕涵（预赛） · 孔雅琪（预赛）            | 7:42.34    |
| 4×100公尺混合式接力 （詳細） | 美国（USA） · 丽根·史密斯 (57.28) OR · 莉莉·金 (1:04.90) · 格蕾琴·沃尔什 (55.03) · 托丽·赫斯克 (52.42) · 凯瑟琳·伯科夫（预赛） · 埃玛·韦伯（预赛） · 亚历克丝·沙克尔（预赛） · 凯特·道格拉斯（预赛） | 3:49.63 WR     | （AUS） · 凯莉·麦基翁 (57.72) · 詹娜·施特劳赫 (1:07.31) · 艾瑪·麥基翁 (56.25) · 莫莉·奥卡拉汉 (51.83) · 艾奥娜·安德森（预赛） · 埃拉·拉姆齐（预赛） · 亚历山德里娅·珀金斯（预赛） · 梅格·哈里斯（预赛） | 3:53.11    | 中国（CHN） · 万乐天 (59.81) · 唐钱婷 (1:05.79) · 张雨霏 (55.52) · 杨浚瑄 (52.11) · 汪雪儿（预赛） · 余依婷（预赛） · 吴卿风（预赛） | 3:53.23    |
| | |                | |            | |            |
| 10公里馬拉松 （詳細） | 莎龙·范勞文达尔 · 荷兰（NED） | 2:03:34.2      | 莫伊莎·约翰逊 · （AUS） | 2:03:39.7  | 吉内芙拉·塔代乌奇 · 意大利（ITA） | 2:03:42.8  |
| AF 非洲紀錄 \| AM 美洲紀錄 \| AS 亞洲紀錄 \| ER 歐洲紀錄 \| OC 大洋洲紀錄 \| OR 奧運紀錄 \| WR 世界紀錄 NR 國家/地區紀錄（本賽事所產生的任何世界紀錄必然為奧運、洲際和國家紀錄。洲際紀錄（大陸區域）也為國家/地區紀錄）。 | |                | |            | |            |

### 混合
| 项目 | 金牌 | 金牌       | 银牌 | 银牌       | 铜牌 | 铜牌       |
| 4×100公尺混合式接力 （詳細） | 美国（USA） · 萊恩·墨菲 (52.08) · 尼克·芬克 (58.29) · 格蕾琴·沃尔什 (55.18) · 托丽·赫斯克 (51.88) · 丽根·史密斯（预赛） · 查理·斯旺森（预赛） · 凱勒布·德萊賽爾（预赛） · 阿比·魏策尔（预赛） | 3:37.43 WR | 中国（CHN） · 徐嘉余 (52.13) · 覃海洋 (57.82) · 张雨霏 (55.64) · 杨浚瑄 (51.96) · 唐钱婷（预赛） · 潘展乐（预赛） | 3:37.55 AS | （AUS） · 凯莉·麦基翁 (57.90) · 杨𣷠捷 (58.43) · 马修·坦普尔 (50.42) · 莫莉·奥卡拉汉 (52.01) · 艾奥娜·安德森（预赛） · 扎克·斯塔布利特-庫克（预赛） · 艾瑪·麥基翁（预赛） · 凯尔·查默斯（预赛） | 3:38.76 OC |
| AF 非洲紀錄 \| AM 美洲紀錄 \| AS 亞洲紀錄 \| ER 歐洲紀錄 \| OC 大洋洲紀錄 \| OR 奧運紀錄 \| WR 世界紀錄 NR 國家/地區紀錄（本賽事所產生的任何世界紀錄必然為奧運、洲際和國家紀錄。洲際紀錄（大陸區域）也為國家/地區紀錄）。 | |            | |            | |            |

## 乒乓球
| 项目              | 金牌                                 | 银牌                                                                | 铜牌                                                        |
| 男子单打 （詳細） | 樊振東 · 中国（CHN）                 | 特魯爾斯·莫雷加德 · 瑞典（SWE）                                     | 費利克斯·勒布倫 · 法国（FRA）                               |
| 男子团体 （詳細） | 中国（CHN） · 樊振東 · 王楚欽 · 馬龍 | 瑞典（SWE） · 安東·謝爾貝里 · 特魯爾斯·莫雷加德 · 克里斯蒂安·卡爾松 | 法国（FRA） · 亞歷克西·勒布倫 · 費利克斯·勒布倫 · 西蒙·高茨 |
|                   |                                      |                                                                     |                                                             |
| 女子单打 （詳細） | 陳夢 · 中国（CHN）                   | 孫穎莎 · 中国（CHN）                                                | 早田希娜 · 日本（JPN）                                      |
| 女子团体 （詳細） | 中国（CHN） · 孫穎莎 · 王曼昱 · 陳夢 | 日本（JPN） · 早田希娜 · 平野美宇 · 張本美和                        | 韩国（KOR） · 申裕斌 · 田志希 · 李恩惠                      |
|                   |                                      |                                                                     |                                                             |
| 混合双打 （詳細） | 中国（CHN） · 王楚欽 · 孫穎莎        | 朝鲜（PRK） · 李正植 · 金琴英                                       | 韩国（KOR） · 林鐘勳 · 申裕斌                               |

## 跆拳道

### 男子
| 項目                  | 金牌                          | 银牌                                | 铜牌                                   |
| 58公斤級 （詳細）     | 朴泰俊 · 韩国（KOR）          | 加希姆·穆罕默多夫 · 阿塞拜疆（AZE） | 西里安·拉韦 · 法国（FRA）              |
| 58公斤級 （詳細）     | 朴泰俊 · 韩国（KOR）          | 加希姆·穆罕默多夫 · 阿塞拜疆（AZE） | 穆罕默德·哈利勒·詹達比 · 突尼斯（TUN） |
| 68公斤級 （詳細）     | 烏盧格別克·拉希托夫 · （UZB） | 扎伊德·卡里姆 · 约旦（JOR）         | 梁育帅 · 中国（CHN）                   |
| 68公斤級 （詳細）     | 烏盧格別克·拉希托夫 · （UZB） | 扎伊德·卡里姆 · 约旦（JOR）         | 埃迪瓦爾·蓬蒂斯 · 巴西（BRA）          |
| 80公斤級 （詳細）     | 菲拉斯·卡图西 · 突尼斯（TUN） | 迈赫兰·巴霍尔达里 · 伊朗（IRI）     | 西莫内·阿莱西奥 · 意大利（ITA）        |
| 80公斤級 （詳細）     | 菲拉斯·卡图西 · 突尼斯（TUN） | 迈赫兰·巴霍尔达里 · 伊朗（IRI）     | 埃迪·赫尔尼克 · 丹麦（DEN）            |
| 80公斤以上級 （詳細） | 阿里安·萨利米 · 伊朗（IRI）   | 凯登·坎宁安 · 英国（GBR）           | 拉斐尔·阿尔瓦 · 古巴（CUB）            |
| 80公斤以上級 （詳細） | 阿里安·萨利米 · 伊朗（IRI）   | 凯登·坎宁安 · 英国（GBR）           | 謝赫·西塞 · 科特迪瓦（CIV）            |

### 女子
| 項目                  | 金牌                            | 银牌                                  | 铜牌                                |
| 49公斤級 （詳細）     | 帕妮帕·翁帕他那吉 · 泰国（THA） | 郭清 · 中国（CHN）                    | 莫比娜·内马特扎德 · 伊朗（IRI）     |
| 49公斤級 （詳細）     | 帕妮帕·翁帕他那吉 · 泰国（THA） | 郭清 · 中国（CHN）                    | 莱娜·斯托伊科维奇 · 克罗地亚（CRO） |
| 57公斤級 （詳細）     | 金宥珍 · 韩国（KOR）            | 娜希德·基亚尼 · 伊朗（IRI）           | 斯凯拉·朴 · 加拿大（CAN）           |
| 57公斤級 （詳細）     | 金宥珍 · 韩国（KOR）            | 娜希德·基亚尼 · 伊朗（IRI）           | 基米雅·阿里薩德 · 保加利亚（BUL）   |
| 67公斤級 （詳細）     | 马顿·维维安娜 · 匈牙利（HUN）   | 亚历山德拉·佩里希奇 · 塞尔维亚（SRB） | 克里斯蒂娜·蒂奇奥特 · 美国（USA）   |
| 67公斤級 （詳細）     | 马顿·维维安娜 · 匈牙利（HUN）   | 亚历山德拉·佩里希奇 · 塞尔维亚（SRB） | 萨拉·沙里 · 比利时（BEL）           |
| 67公斤以上級 （詳細） | 奥尔西娅·洛兰 · 法国（FRA）     | 斯韦特兰娜·奥西波娃 · （UZB）         | 李多嫔 · 韩国（KOR）                |
| 67公斤以上級 （詳細） | 奥尔西娅·洛兰 · 法国（FRA）     | 斯韦特兰娜·奥西波娃 · （UZB）         | 纳菲亚·库什 · 土耳其（TUR）         |

## 网球
| 项目              | 金牌                                            | 银牌                                                    | 铜牌                                                             |
| 男子单打 （詳細） | 诺瓦克·德约科维奇 · 塞尔维亚（SRB）             | 卡洛斯·阿尔卡拉斯 · 西班牙（ESP）                       | 洛伦佐·穆塞蒂 · 意大利（ITA）                                    |
| 男子双打 （詳細） | （AUS） · 馬修·伊布登 · 约翰·皮尔斯             | 美国（USA） · 奧斯汀·克拉吉塞克 · 拉杰夫·拉姆           | 美国（USA） · 泰勒·弗里茨 · 托米·保罗                            |
|                   |                                                 |                                                         |                                                                  |
| 女子单打 （詳細） | 郑钦文 · 中国（CHN）                            | 唐娜·维基奇 · 克罗地亚（CRO）                           | 伊加·斯维亚特克 · 波兰（POL）                                    |
| 女子双打 （詳細） | 意大利（ITA） · 萨拉·埃拉尼 · 贾斯明·保利尼     | 个人中立运动员（AIN） · 米拉·安德烈耶娃 · 季阿娜·施耐德 | 西班牙（ESP） · 克里斯蒂娜·布克沙 · 莎拉·索里貝絲·托摩           |
|                   |                                                 |                                                         |                                                                  |
| 混合双打 （詳細） | 捷克（CZE） · 凯特琳娜·丝妮柯娃 · 托马什·马哈奇 | 中国（CHN） · 王欣瑜 · 张之臻                           | 加拿大（CAN） · 加布里埃拉·达布罗斯基 · 费利克斯·奥热-阿利亚西姆 |

## 铁人三项
| 项目              | 金牌                                                                | 金牌    | 银牌                                                            | 银牌    | 铜牌                                                              | 铜牌    |
| 男子個人 （詳細） | 余力生 · 英国（GBR）                                                | 1:43:33 | 海登·懷爾德 · 新西兰（NZL）                                     | 1:43:39 | 莱奥·贝热尔 · 法国（FRA）                                         | 1:43:43 |
| 女子個人 （詳細） | 卡桑德尔·博格朗 · 法国（FRA）                                       | 1:54:55 | 朱莉·德龙 · 瑞士（SUI）                                         | 1:55:01 | 貝絲·波特 · 英国（GBR）                                           | 1:55:10 |
| 混合接力 （詳細） | 德国（GER） · 蒂姆·黑尔维希 · 莉萨·特奇 · 拉塞·吕尔斯 · 劳拉·林德曼 | 1:25:29 | 美国（USA） · 塞思·赖德 · 泰勒·斯皮维 · 摩根·皮爾遜 · 泰勒·尼布 | 1:25:30 | 英国（GBR） · 餘力生 · 喬治婭·泰勒-布朗 · 萨姆·迪金森 · 貝絲·波特 | 1:25:30 |

## 排球
| 項目              | 金牌 | 银牌 | 铜牌 |
| 男子室内 （詳細） | 法国（FRA） · 巴泰勒米·欽尼耶澤 · 耶尼亞·格雷本尼科夫 · 讓·帕特里 · 本亞明·托紐蒂 · 凱文·提列 · 埃爾文·恩加佩斯 · 安托萬·布里扎爾 · 尼古拉·勒戈夫 · 崔佛·克里夫諾 · 雅辛·卢阿蒂 · 泰奥·富尔 · 康坦·茹弗鲁瓦總教練： 安德烈·吉亞尼                                   | 波兰（POL） · 武卡什·卡奇马雷克 · 巴爾托斯·庫雷克 · 威爾弗雷多·萊昂 · 亞歷山大·斯里夫卡 · 格热戈日·沃馬奇 · 雅各布·科哈诺夫斯基 · 卡米爾·塞梅紐克 · 帕维乌·扎托尔斯基 · 马尔钦·雅努什 · 馬特烏斯·比尼克 · 托马什·福纳尔 · 诺贝特·胡贝尔 · 巴尔特沃梅伊·博翁季總教練： 尼古拉·格爾比奇 | 美国（USA） · 馬特·安德森 · 阿隆·羅素 · 杰弗里·詹德里克 · 托里·德法爾科 · 米卡·克里斯滕森 · 馬克斯維爾·霍爾特 · 米卡·瑪阿 · 托馬斯·耶施克 · 加勒特·穆阿古图蒂亚 · 泰勒·埃夫里爾 · 大衛·史密斯 · 埃瑞克·庄司 總教練： 約翰·斯伯羅                                                            |
| 女子室内 （詳細） | 意大利（ITA） · 玛丽娜·卢比安 · 卡洛塔·坎比 · 莫妮卡·德·吉納羅 · 阿萊西婭·奧羅 · 卡泰麗娜·博塞蒂 · 安娜·達尼西 · 米莉安·塞拉 · 寶拉·艾格努 · 薩拉·路易莎·法爾 · 洛维思·奥莫鲁伊 · 叶卡捷琳娜·安特罗波娃 · 加娅·焦万尼尼 · 伊拉丽娅·斯皮里托總教練： 胡里奧·貝拉斯科 | 美国（USA） · 米夏·漢考克 · 喬丁·波爾特 · 埃弗丽·斯金纳 · 黄美菁 · 勞倫·卡里尼 · 喬丹·拉爾森 · 安德烈·德魯斯 · 喬丹·湯普森 · 哈赫·華盛頓 · 达娜·雷特克 · 凱瑟琳·普魯默 · 凱爾西·羅賓遜 · 基亞卡·奧博古總教練：                                                                        | 巴西（BRA） · 涅梅·科斯塔 · 迪亚娜·杜阿尔特 · 马克丽丝·卡内罗 · 泰莎·梅內塞斯 · 羅薩馬利亞·蒙蒂貝勒 · 羅貝塔·拉茲克 · 加布里埃拉·桂馬萊絲 · 安娜·克里斯蒂娜·德索萨 · 纳塔利娅·阿劳若 · 安娜·卡洛琳娜·達·席爾瓦 · 尤利娅·贝格曼 · 泰娜拉·桑托斯 · 洛雷娜·特谢拉總教練： 何塞·羅伯托·吉馬良斯 |
| 男子沙灘 （詳細） | 瑞典（SWE） · 戴维·奥曼 · 约纳坦·赫尔维格 | 德国（GER） · 尼尔斯·埃勒斯 · 克莱门斯·维克勒 | 挪威（NOR） · 安德斯·莫爾 · 克里斯蒂安·索魯姆 |
| 女子沙灘 （詳細） | 巴西（BRA） · 安娜·帕特里夏·拉莫斯 · 愛德華達·桑托斯·利斯博阿 | 加拿大（CAN） · 梅利莎·胡马纳-帕雷德斯 · 布兰迪·威尔克森 | 瑞士（SUI） · 坦娅·许贝尔利 · 尼娜·布伦纳 |

## 水球
| 項目          | 金牌 | 银牌 | 铜牌 |
| 男子 （詳細） | 塞尔维亚（SRB） · 拉多斯拉夫·菲利波维奇 · 杜尚·曼迪奇 · 斯特拉希尼亚·拉绍维奇 · 萨瓦·兰杰洛维奇 · 米洛什·丘克 · 尼古拉·戴多維奇 · 拉多米尔·德拉绍维奇 · 尼古拉·亚克希奇 · 内马尼亚·乌博维奇 · 内马尼亚·维措 · 佩塔尔·亚克希奇 · 维克托·拉绍维奇 · 弗拉迪米尔·米绍维奇 | 克罗地亚（CRO） · 马尔科·比亚奇 · 里诺·布里奇 · 洛伦·法托维奇 · 卢卡·隆查尔 · 马罗·约科维奇 · 卢卡·布基奇 · 安特·武基切维奇 · 马尔科·茹韦拉 · 耶尔科·马里尼奇·克拉吉奇 · 约瑟普·弗尔利奇 · 马蒂亚斯·比利亚卡 · 康斯坦丁·哈尔科夫 · 托尼·波帕迪奇 | 美国（USA） · 阿德里安·温伯格 · 约翰尼·胡珀 · 马尔科·瓦维奇 · 亚历克斯·奥伯特 · 漢內斯·道比 · 卢卡·库皮多 · 本·哈洛克 · 迪伦·伍德黑德 · 亚历克斯·鲍恩 · 蔡斯·多德 · 赖德·多德 · 马克斯·欧文 · 德鲁·霍兰                                   |
| 女子 （詳細） | 西班牙（ESP） · 葆拉·卡穆斯 · 葆拉·克雷斯皮 · 安娜·埃什帕尔 · 劳拉·伊斯特 · 茱蒂丝·福尔卡 · 玛丽亚·德尔卡门·加西亚 · 保拉·莱顿 · 比阿特丽斯·奥尔蒂斯 · 皮莉·培尼亚 · 诺娜·佩雷斯 · 伊莎贝尔·皮拉尔科娃 · 埃莱娜·鲁伊斯 · 马丁娜·特雷                                  | （AUS） · 阿比·安德鲁斯 · 查丽兹·安德鲁斯 · 佐伊·阿兰奇尼 · 埃莉·阿米特 · 凯莎·戈弗斯 · 西恩娜·格林 · 勃朗特·哈利根 · 西恩娜·赫恩 · 达妮耶拉·亚科维奇 · 玛蒂尔达·卡恩斯 · 吉纳维芙·朗曼 · 加布丽埃拉·帕姆 · 艾丽斯·威廉斯                        | 荷兰（NED） · Laura Aarts · Sarah Buis · Kitty-Lynn Joustra · Maartje Keuning · Lola Moolhuijzen · 本特·罗赫 · 丽克·罗赫 · Vivian Sevenich · Brigitte Sleeking · 尼娜·滕布鲁克 · Simone van de Kraats · 萨布丽娜·范德斯洛特 · Iris Wolves |

## 举重

### 男子
| 項目                   | 金牌                                | 金牌      | 银牌                                | 银牌   | 铜牌                                      | 铜牌   |
| 61公斤級 （詳細）      | 李发彬 · 中国（CHN）                | 310 kg    | 提拉蓬·西拉猜 · 泰国（THA）         | 303 kg | 汉普顿·莫里斯 · 美国（USA）               | 298 kg |
| 73公斤級 （詳細）      | 里兹基·朱尼安夏 · 印度尼西亚（INA） | 354 kg    | 威拉蓬·威初玛 · 泰国（THA）         | 346 kg | 博日达尔·安德烈耶夫 · 保加利亚（BUL）     | 344 kg |
| 89公斤級 （詳細）      | 卡尔洛斯·纳萨尔 · 保加利亚（BUL）   | 404 kg WR | 耶松·洛佩斯 · 哥伦比亚（COL）       | 390 kg | 安东尼诺·皮佐拉托 · 意大利（ITA）         | 384 kg |
| 102公斤級 （詳細）     | 刘焕华 · 中国（CHN）                | 406 kg    | 阿克巴尔·朱拉耶夫 · （UZB）         | 404 kg | 叶夫根尼·吉洪措夫 · 个人中立运动员（AIN） | 402 kg |
| 102公斤以上級 （詳細） | 拉沙·塔拉哈泽 · （GEO）             | 470 kg    | 瓦拉兹达特·拉拉扬 · 亚美尼亚（ARM） | 467 kg | 戈尔·米纳相 · 巴林（BRN）                 | 461 kg |

### 女子
| 項目                  | 金牌                            | 金牌      | 银牌                              | 银牌   | 铜牌                              | 铜牌   |
| 49公斤級 （詳細）     | 侯志慧 · 中国（CHN）            | 206 kg    | 米哈埃拉·坎贝伊 · 罗马尼亚（ROU） | 205 kg | 素罗差那·坎保 · 泰国（THA）       | 200 kg |
| 59公斤級 （詳細）     | 羅詩芳 · 中国（CHN）            | 241 kg OR | 莫德·沙朗 · 加拿大（CAN）         | 236 kg | 郭婞淳 · 中华台北（TPE）          | 235 kg |
| 71公斤級 （詳細）     | 奥利维娅·里夫斯 · 美国（USA）   | 262 kg    | 玛丽·桑切斯 · 哥伦比亚（COL）     | 257 kg | 安吉·帕拉西奧斯 · 厄瓜多尔（ECU） | 256 kg |
| 81公斤級 （詳細）     | 索尔弗丽德·科安达 · 挪威（NOR） | 275 kg OR | 萨拉·艾哈迈德 · 埃及（EGY）       | 268 kg | 内西·达霍梅斯 · 厄瓜多尔（ECU）   | 267 kg |
| 81公斤以上級 （詳細） | 李雯雯 · 中国（CHN）            | 309 kg    | 朴惠正 · 韩国（KOR）              | 299 kg | 埃米莉·坎贝尔 · 英国（GBR）       | 288 kg |

## 摔跤

### 男子自由式
| 項目               | 金牌                                  | 银牌                             | 铜牌                                    |
| 57公斤級 （詳細）  | 樋口黎 · 日本（JPN）                  | 斯潘塞·李 · 美国（USA）          | 阿曼·塞赫拉瓦特 · 印度（IND）           |
| 57公斤級 （詳細）  | 樋口黎 · 日本（JPN）                  | 斯潘塞·李 · 美国（USA）          | 古洛姆容·阿卜杜拉耶夫 · （UZB）         |
| 65公斤級 （詳細）  | 清冈幸大郎 · 日本（JPN）              | 拉赫曼·阿穆扎德 · 伊朗（IRI）    | 塞巴斯蒂安·里韦拉 · 波多黎各（PUR）     |
| 65公斤級 （詳細）  | 清冈幸大郎 · 日本（JPN）              | 拉赫曼·阿穆扎德 · 伊朗（IRI）    | 伊斯兰·杜达耶夫 · 阿尔巴尼亚（ALB）     |
| 74公斤級 （詳細）  | 拉扎姆别克·扎马洛夫 · （UZB）         | 高谷大地 · 日本（JPN）           | 凯尔·戴克 · 美国（USA）                 |
| 74公斤級 （詳細）  | 拉扎姆别克·扎马洛夫 · （UZB）         | 高谷大地 · 日本（JPN）           | 切尔缅·瓦利耶夫 · 阿尔巴尼亚（ALB）     |
| 86公斤級 （詳細）  | 穆罕默德·拉马扎诺夫 · 保加利亚（BUL） | 哈桑·雅茲丹尼 · 伊朗（IRI）      | 阿龙·布鲁克斯 · 美国（USA）             |
| 86公斤級 （詳細）  | 穆罕默德·拉马扎诺夫 · 保加利亚（BUL） | 哈桑·雅茲丹尼 · 伊朗（IRI）      | 道连·库鲁格利耶夫 · 希腊（GRE）         |
| 97公斤級 （詳細）  | 艾哈迈德·塔茹季诺夫 · 巴林（BRN）     | 吉维·马恰拉什维利 · （GEO）      | 穆罕默德汗·穆罕默多夫 · 阿塞拜疆（AZE） |
| 97公斤級 （詳細）  | 艾哈迈德·塔茹季诺夫 · 巴林（BRN）     | 吉维·马恰拉什维利 · （GEO）      | 阿米尔·阿里·阿扎尔皮拉 · 伊朗（IRI）    |
| 125公斤級 （詳細） | 格诺·彼得里阿什维利 · （GEO）         | 阿米尔·侯赛因·扎雷 · 伊朗（IRI） | 塔哈·阿克居尔 · 土耳其（TUR）           |
| 125公斤級 （詳細） | 格诺·彼得里阿什维利 · （GEO）         | 阿米尔·侯赛因·扎雷 · 伊朗（IRI） | 乔治·梅什维尔季什维利 · 阿塞拜疆（AZE） |

### 男子古典式
| 項目               | 金牌                               | 银牌                                  | 铜牌                                |
| 60公斤級 （詳細）  | 文田健一郎 · 日本（JPN）           | 曹利国 · 中国（CHN）                  | 若拉曼·沙尔申别科夫 · （KGZ）       |
| 60公斤級 （詳細）  | 文田健一郎 · 日本（JPN）           | 曹利国 · 中国（CHN）                  | 李世雄 · 朝鲜（PRK）                |
| 67公斤級 （詳細）  | 賽義德·埃斯梅里 · 伊朗（IRI）      | 帕尔维兹·纳西博夫 · 乌克兰（UKR）     | 哈斯拉特·贾法罗夫 · 阿塞拜疆（AZE） |
| 67公斤級 （詳細）  | 賽義德·埃斯梅里 · 伊朗（IRI）      | 帕尔维兹·纳西博夫 · 乌克兰（UKR）     | 路易斯·奥尔塔 · 古巴（CUB）         |
| 77公斤級 （詳細）  | 日下尚 · 日本（JPN）               | 杰梅乌·扎德拉耶夫 · （KAZ）           | 马尔哈斯·阿莫扬 · 亚美尼亚（ARM）   |
| 77公斤級 （詳細）  | 日下尚 · 日本（JPN）               | 杰梅乌·扎德拉耶夫 · （KAZ）           | 阿克若勒·马赫穆多夫 · （KGZ）       |
| 87公斤級 （詳細）  | 谢苗·诺维科夫 · 保加利亚（BUL）    | 阿里礼萨·穆罕默迪 · 伊朗（IRI）       | 然·别列纽克 · 乌克兰（UKR）         |
| 87公斤級 （詳細）  | 谢苗·诺维科夫 · 保加利亚（BUL）    | 阿里礼萨·穆罕默迪 · 伊朗（IRI）       | 图尔帕尔·比苏丹诺夫 · 丹麦（DEN）   |
| 97公斤級 （詳細）  | 穆罕默德·哈迪·萨拉维 · 伊朗（IRI） | 阿圖爾·阿列克薩尼揚 · 亚美尼亚（ARM） | 加夫列尔·罗西略 · 古巴（CUB）       |
| 97公斤級 （詳細）  | 穆罕默德·哈迪·萨拉维 · 伊朗（IRI） | 阿圖爾·阿列克薩尼揚 · 亚美尼亚（ARM） | 乌祖尔·朱祖普别科夫 · （KGZ）       |
| 130公斤級 （詳細） | 米哈因·洛佩斯 · 古巴（CUB）        | 亚斯马尼·阿科斯塔 · 智利（CHI）       | 阿明·米尔扎扎德 · 伊朗（IRI）       |
| 130公斤級 （詳細） | 米哈因·洛佩斯 · 古巴（CUB）        | 亚斯马尼·阿科斯塔 · 智利（CHI）       | 孟令哲 · 中国（CHN）                |

### 女子自由式
| 項目              | 金牌                            | 银牌                                  | 铜牌                                |
| 50公斤級 （詳細） | 萨拉·希尔德布兰特 · 美国（USA） | 尤斯内莉斯·古斯曼 · 古巴（CUB）       | 须崎优衣 · 日本（JPN）              |
| 50公斤級 （詳細） | 萨拉·希尔德布兰特 · 美国（USA） | 尤斯内莉斯·古斯曼 · 古巴（CUB）       | 冯紫琪 · 中国（CHN）                |
| 53公斤級 （詳細） | 藤波朱理 · 日本（JPN）          | 露西娅·耶佩斯 · 厄瓜多尔（ECU）       | 催孝京 · 朝鲜（PRK）                |
| 53公斤級 （詳細） | 藤波朱理 · 日本（JPN）          | 露西娅·耶佩斯 · 厄瓜多尔（ECU）       | 庞倩玉 · 中国（CHN）                |
| 57公斤級 （詳細） | 樱井津久美 · 日本（JPN）        | 阿纳斯塔西娅·尼基塔 · 摩尔多瓦（MDA） | 海伦·马洛里斯 · 美国（USA）         |
| 57公斤級 （詳細） | 樱井津久美 · 日本（JPN）        | 阿纳斯塔西娅·尼基塔 · 摩尔多瓦（MDA） | 洪可新 · 中国（CHN）                |
| 62公斤級 （詳細） | 元木咲良 · 日本（JPN）          | 伊琳娜·科利亚坚科 · 乌克兰（UKR）     | 艾苏卢·特尼别科娃 · （KGZ）         |
| 62公斤級 （詳細） | 元木咲良 · 日本（JPN）          | 伊琳娜·科利亚坚科 · 乌克兰（UKR）     | 格雷丝·布伦 · 挪威（NOR）           |
| 68公斤級 （詳細） | 阿米特·埃洛尔 · 美国（USA）     | 梅里姆·茹马纳扎罗娃 · （KGZ）         | 布塞·托松 · 土耳其（TUR）           |
| 68公斤級 （詳細） | 阿米特·埃洛尔 · 美国（USA）     | 梅里姆·茹马纳扎罗娃 · （KGZ）         | 尾崎野乃香 · 日本（JPN）            |
| 76公斤級 （詳細） | 镜优翔 · 日本（JPN）            | 肯妮迪·布莱兹 · 美国（USA）           | 米莱米丝·马林 · 古巴（CUB）         |
| 76公斤級 （詳細） | 镜优翔 · 日本（JPN）            | 肯妮迪·布莱兹 · 美国（USA）           | 塔蒂亚娜·伦特里亚 · 哥伦比亚（COL） |